# Соцветие

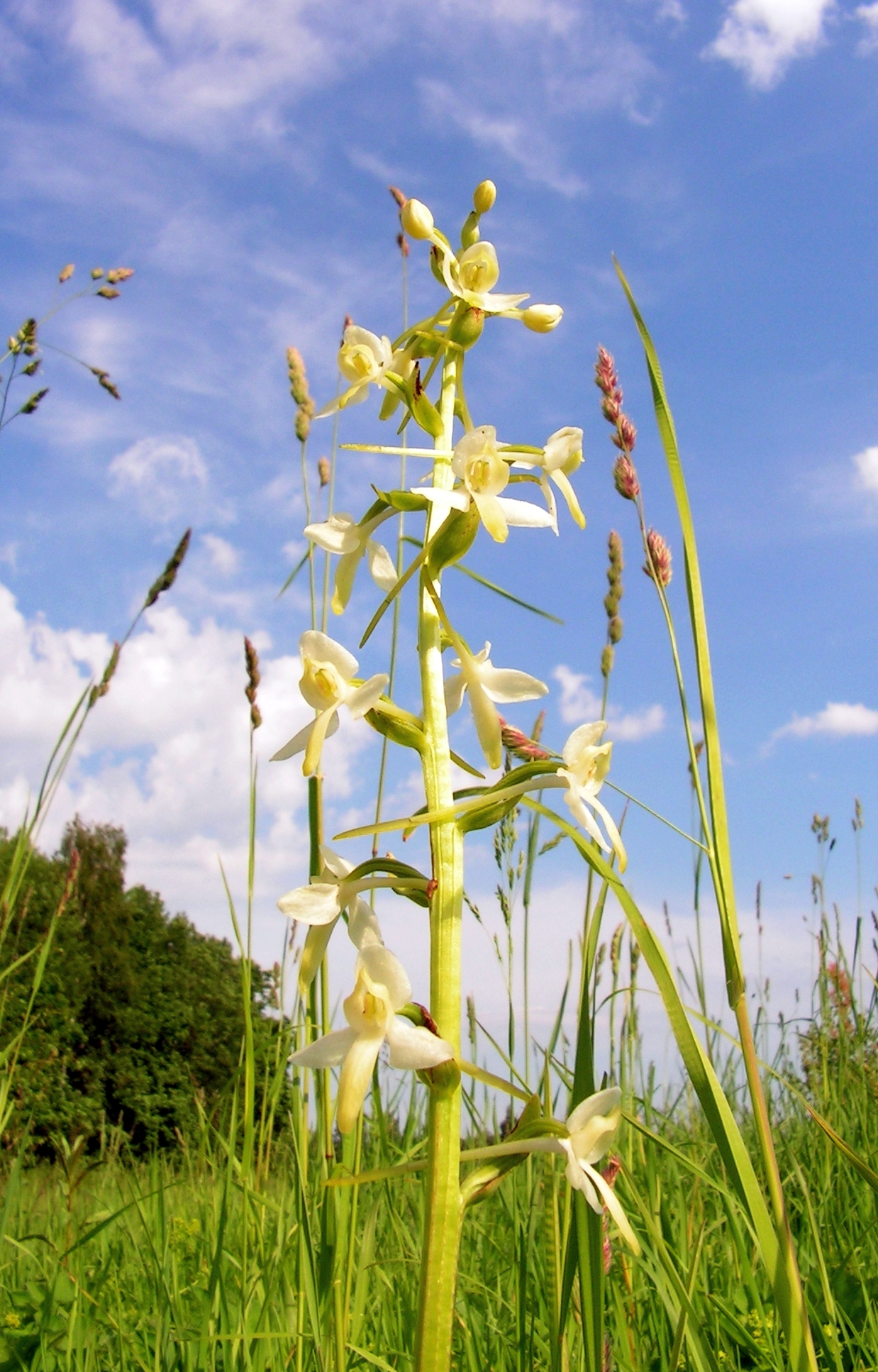
Соцветие любка двулистная|любки двулистной (Platanthera bifolia) — колос

Соцве́тие (лат. inflorescentia) — часть системы побегов покрытосеменного растения, несущая цветки и в связи с этим разнообразно видоизменённая. Соцветия обычно более или менее чётко отграничены от вегетативной части растения.
Биологический смысл возникновения соцветий — в возрастающей вероятности опыления цветков как анемофильных (то есть ветроопыляемых), так и энтомофильных (то есть насекомоопыляемых) растений.
Закладываются соцветия внутри цветочных или смешанных почек.

## Классификация и характеристика соцветий
Соцветия отличаются исключительным разнообразием, которое с трудом поддается классификации. Классификация соцветий особенно затрудняется тем, что в результате параллельной эволюции сходные архитектурные их типы появляются независимо в разных, причем часто далеких систематических группах. Кроме того, наблюдается много промежуточных форм между разными типами соцветий. Но так как строение соцветий и их развитие имеют большое значение для точного описания и систематизации цветковых растений, то уже давно предпринимаются попытки их классификации.

### По характеру прицветников
По наличию и характеру прицветных листьев (прицветников):
- Эбрактеозные, или голые — соцветия, в которых прицветники редуцированы (например, дикая редька, пастушья сумка и другие капустные (крестоцветные).
- Брактеозные[2] — соцветия, в которых прицветники очень специализированы, иногда редуцированы до мелких чешуек, разделены или рассечены — представлены чешуевидными листьями верховой формации — брактеями[2] (например, ландыш, сирень, вишня).
- Фрондозные[2] (лат. frondis — листва, листья, зелень), или облиственные — соцветия, в которых прицветники имеют хорошо развитые пластинки (например, фуксия, фиалка трёхцветная, вербейник монетчатый).
- Фрондозно-брактеозные — промежуточная форма

Эбрактеозная (голая) кисть
Брактеозная кисть
Фрондозно-брактеозная кисть
Фрондозная кисть

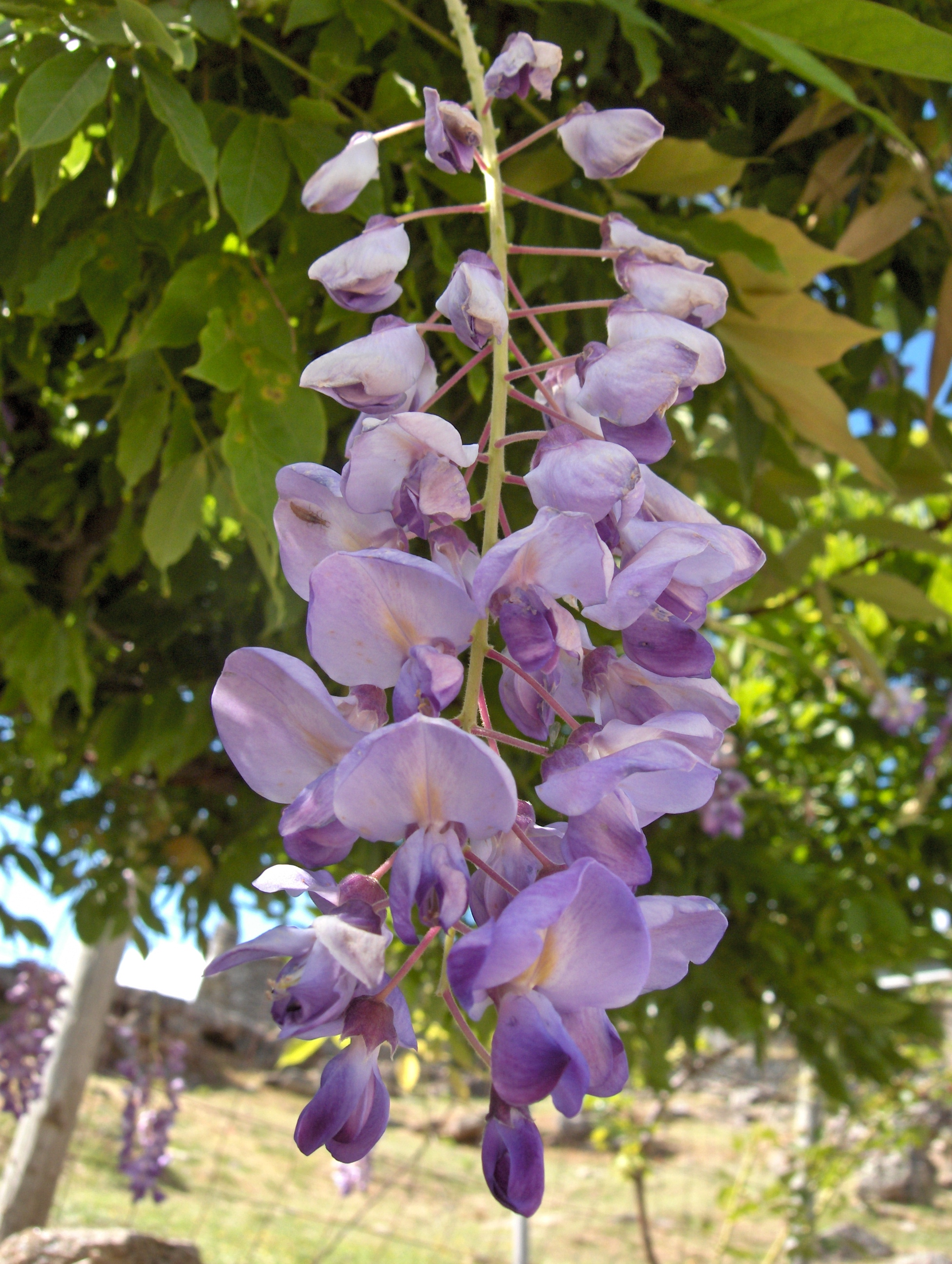
Эбрактеозная (голая) кисть у глицинии китайской (Wisteria sinensis)
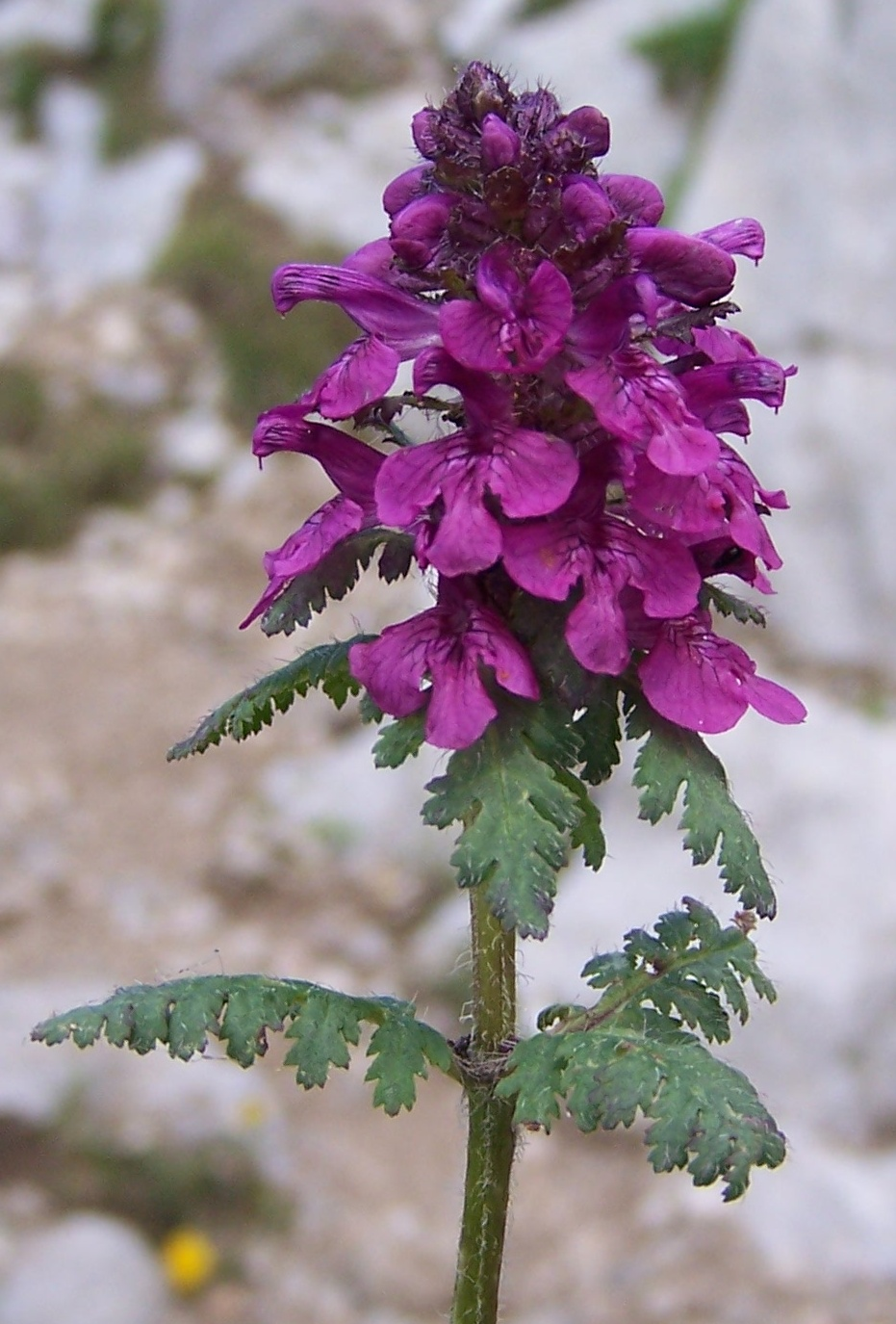
Брактеозная кисть у мытника мутовчатого (Pedicularis verticillata)
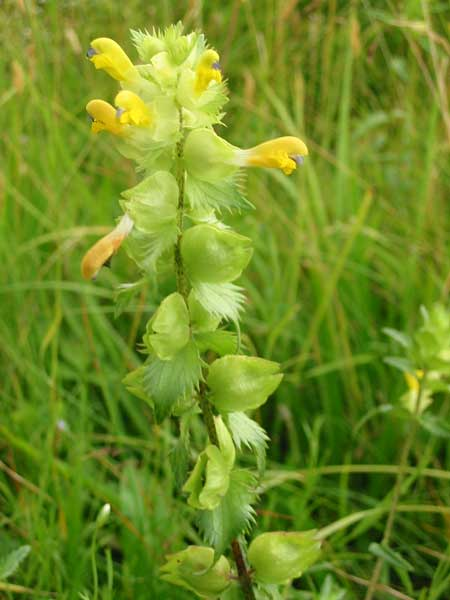
Фрондозно-брактеозная кисть у погремка узколистного (Rhinanthus angustifolius)
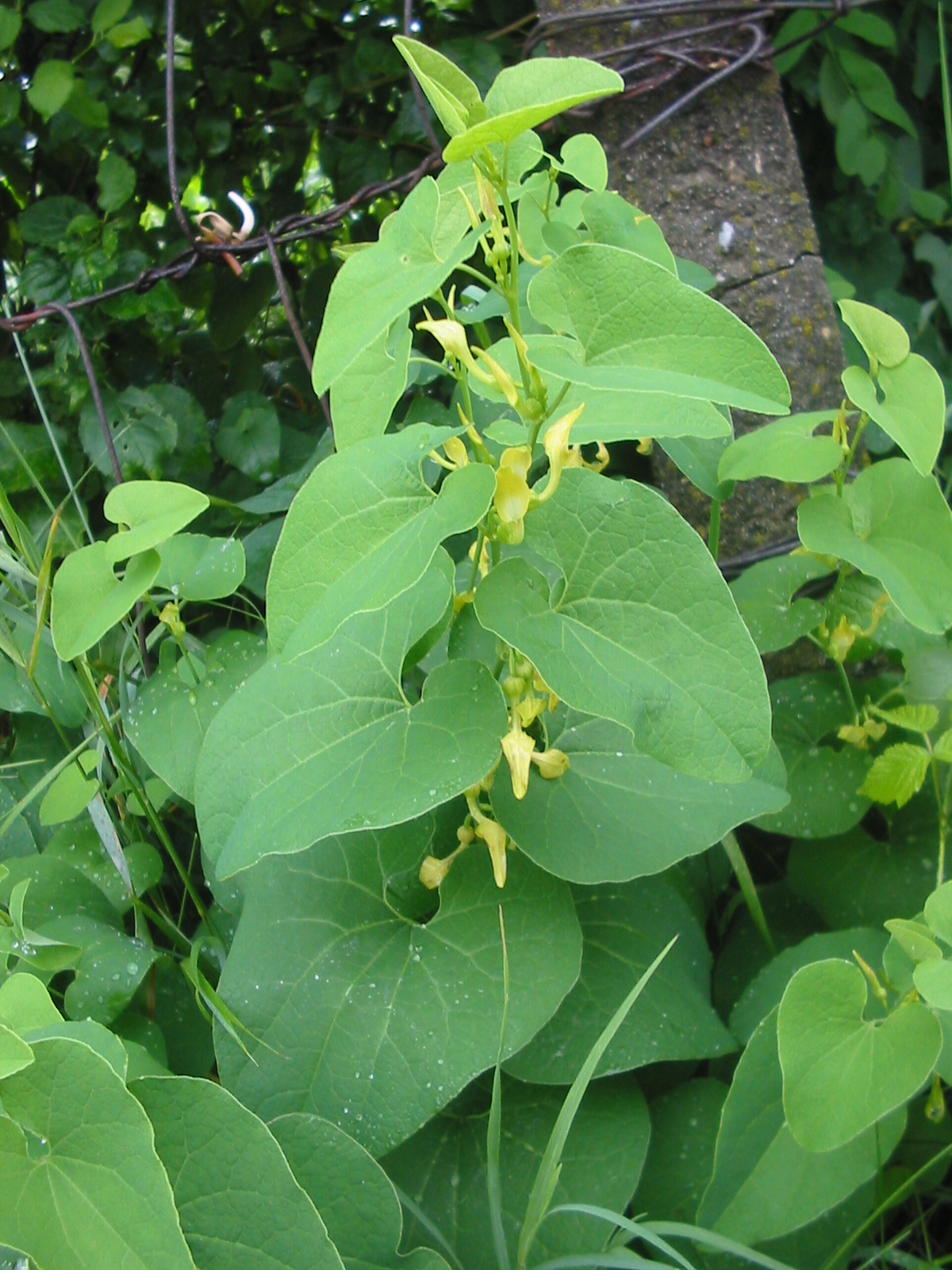
Фрондозная кисть у кирказона ломоносовиднного (Aristolochia clematitis)

### По характеру поведенияапикальных меристем
Ещё в 1826 г. было предложено разделить все многообразие соцветий на две основные категории, которые разными авторами называются по-разному. Наиболее употребительны верхоцветные, определённые и закрытые соцветия — для первой группы и бокоцветные, неопределённые и открытые — для второй. Термины верхоцветные и бокоцветные, принятые, в частности, в "Курсе высших растений М. И. Голенкина (1937), являются, вероятно, положением, называемые соцветия м н. наиболее выразительными.

#### Верхоцветные соцветия
Верхоцветные, или закрытые, или определённые, или детерминантные — соцветия, в которых верхушка главной оси рано заканчивается цветком, что тем самым ограничивает её дальнейший рост, то есть апикальные (верхушечные) меристемы осей расходуются на образование верхушечного цветка, а остальные цветки появляются на боковых осях — симподальный рост. Поэтому верхушечный цветок, как правило, раскрывается раньше боковых. Распускание боковых цветков обычно происходит в нисходящей (базицетальной) последовательности, но они могут раскрываться и в противоположной (акропетальной) последовательности или даже раскрывание начинается в средней части соцветия и продолжается как акропетально, так и базипетально.

Детерминантное соцветие с акропетальным созреванием
Детерминантное соцветие с базипетальным созреванием
Детерминантное соцветие с расходящимся созреванием

К верхоцветным соцветиям относятся все цимозные соцветия, а также рацемозные некоторых растений: хохлаток, толстянок, колокольчиков и др.

#### Бокоцветные соцветия
Бокоцветные, или открытые, или неопределённые или бокоцветные — соцветия, в которых апикальные меристемы осей остаются в вегетативном состоянии. У бокоцветных, или открытых, соцветий верхушка главной оси развивающегося соцветия не заканчивается цветком, но продолжает некоторое время формировать боковые цветки — моноподальный рост — и, когда, в конце концов, прекращает рост, образует различного вида абортивные верхушки оси. В некоторых случаях все боковые цветки завершают развитие, и настоящая верхушка соцветия бывает в таких случаях очень маленькой или даже неразличимой. В других случаях вся верхушечная область соцветия может состоять из апикальной меристемы вместе с несколькими недоразвитыми прицветниками зачатками боковых цветков. Для бокоцветных соцветий характерно распускание цветков в восходящей (акропетальной) последовательности, хотя имеется немало исключений.

В индетерминантном соцветии нет настоящего верхушечного цветка, а стебель обычно имеет рудиментарный конец. Во многих случаях последний настоящий цветок, образованный верхушечной почкой (субтерминальный цветок), выпрямляется и выглядит верхушечным цветком. Часто выше на стебле можно заметить остатки верхушечной почки.

Индетерминантное соцветие с идеальным акропетальным созреванием.
Недетерминантное соцветие с акропетальным созреванием и боковыми цветочными почками.
Индетерминантное соцветие с субтерминальным цветком, имитирующим терминальный (присутствует рудимент).

Примеры растений с бокоцветными соцветиями: ландыш, гиацинт, грушанка и др.

### По типу нарастания и направлению раскрывания цветков
- Рацемозные, или ботрические (от лат. racēmus и греч. ботрион — кисть, гроздь) — соцветия, характеризующиеся моноподиальным типом нарастания осей и акропетальным (то есть направленным от основания оси к её верхушке) раскрыванием цветков (например, иван-чай, пастушья сумка и др.)
- Цимозные (от лат. cyma — полузонтик) — соцветия, характеризующиеся симподиальным типом нарастания осей и базипетальным (то есть направленным от верхушки оси к её основанию) раскрыванием цветков (например, медуница).

### По степени разветвления
- Простые — соцветия, в которых на главной оси располагаются одиночные цветки и, таким образом, ветвление не превышает двух порядков (например, гиацинт, черёмуха, подорожник и др.).
- Сложные — соцветия, в которых на главной оси располагаются частные (парциальные) соцветия, то есть ветвление достигает трёх, четырёх и более порядков (например, сирень, бирючина, калина и др.).

## Простые рацемозные соцветия
Простыми называются соцветия, в которых все цветки располагаются только на главной оси. Обычно соцветия этой группы являются рацемозными.

Кисть
Щиток
Колос или колосок
Стробил или шишка
Початок
Головка
Корзинка
Зонтик
Серёжки

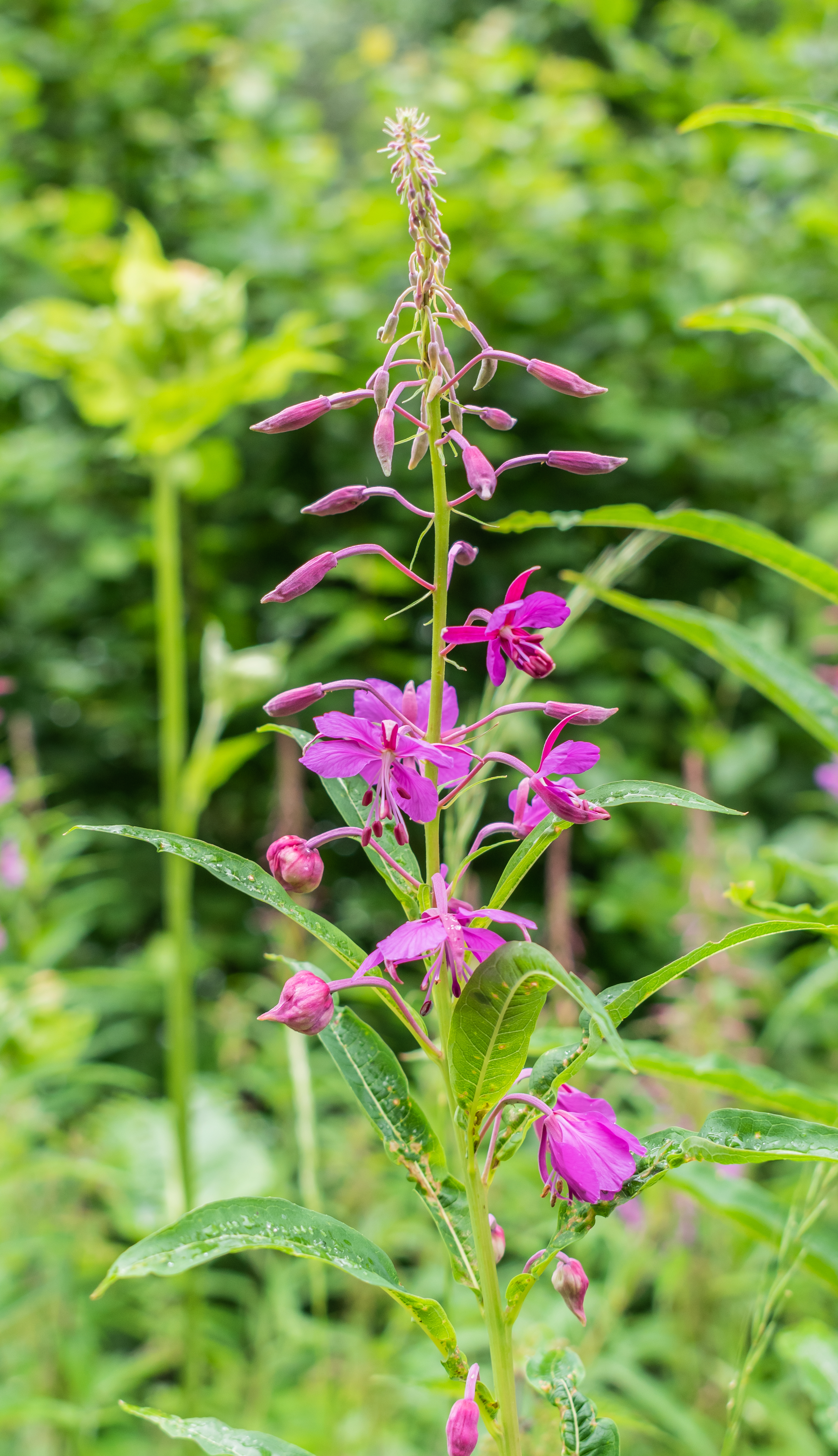
Кисть иван-чая узколистного (Epilobium angustifolium)
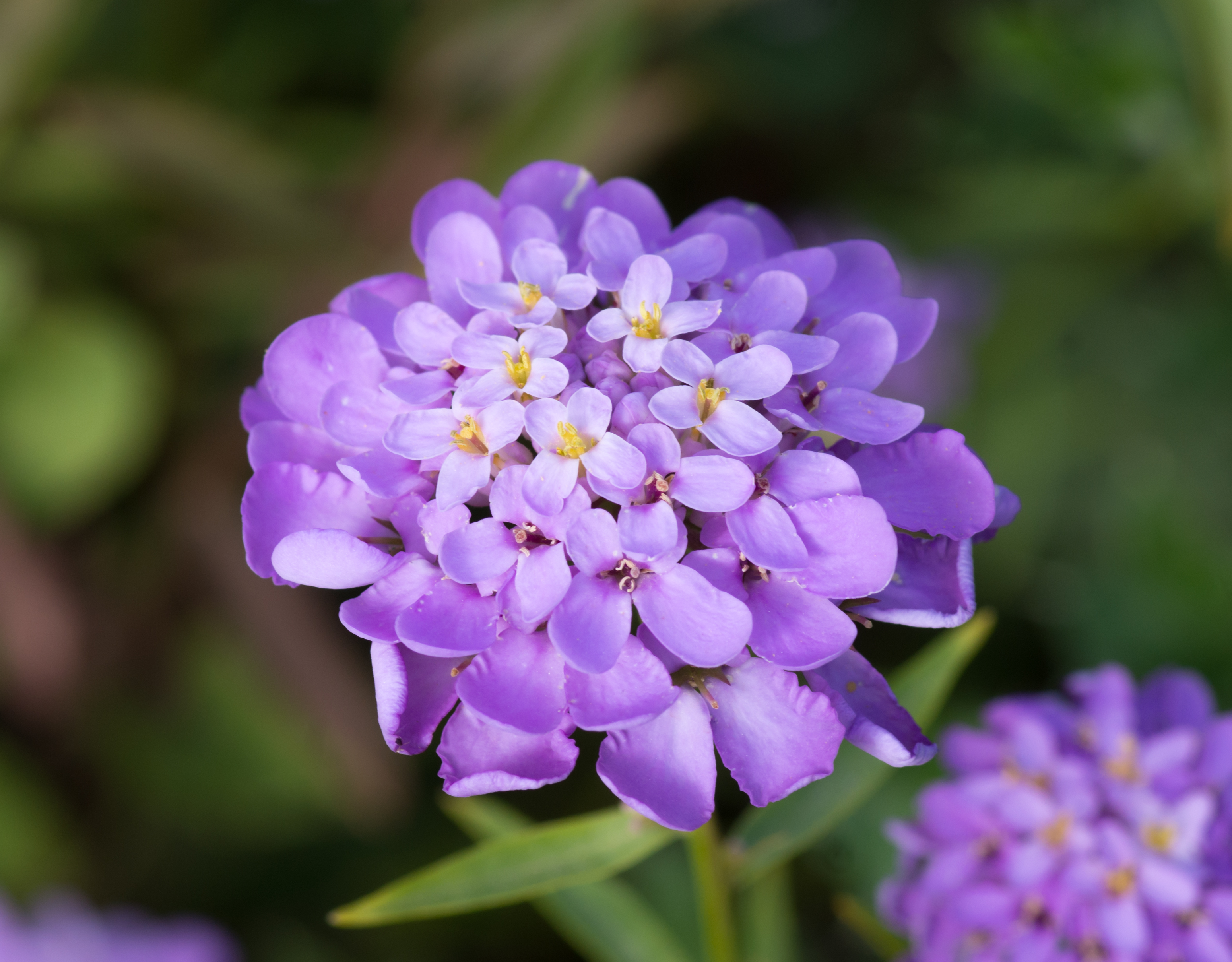
Щиток иберийки зонтичной (Iberis umbellata)
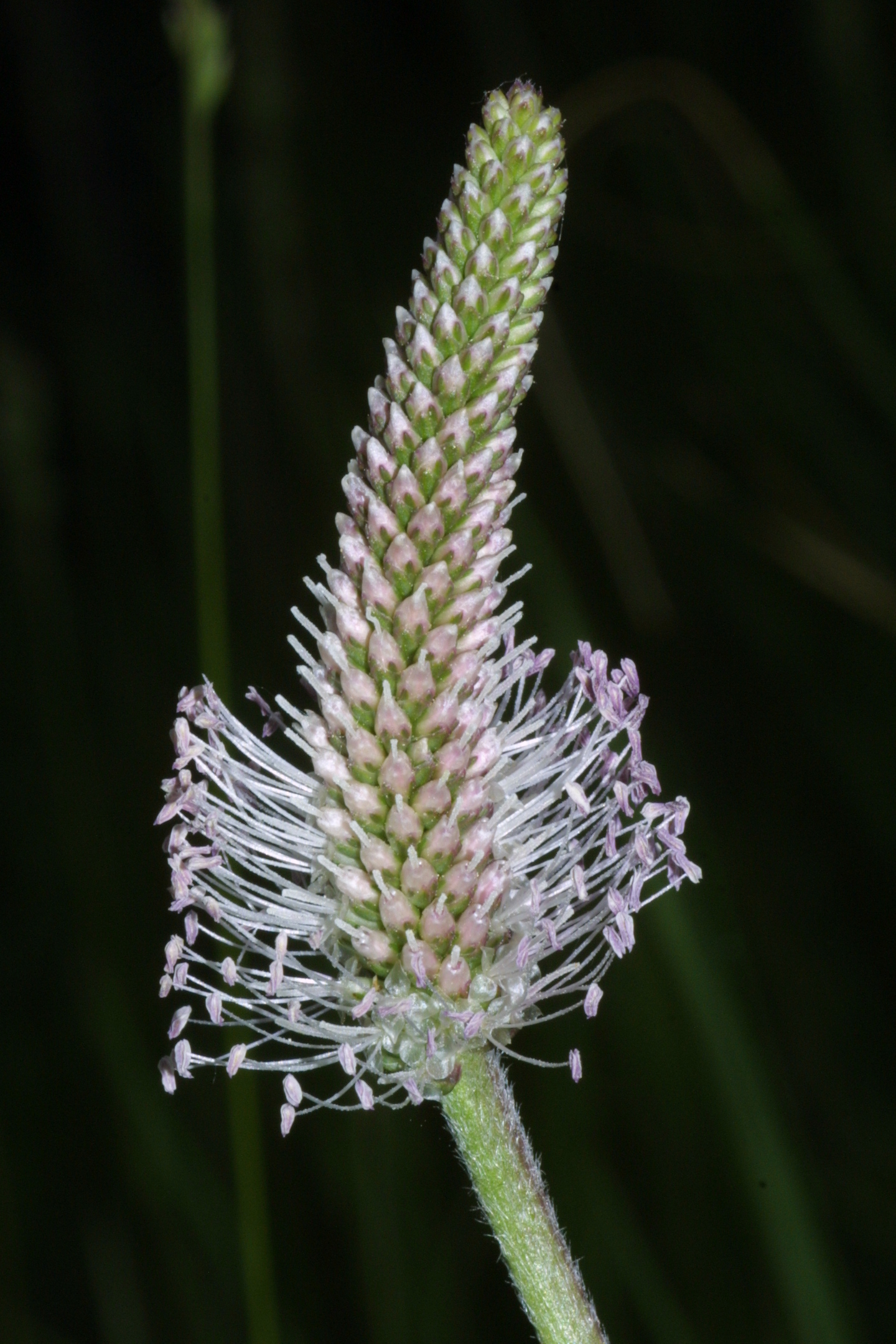
Колос подорожника среднего (Plantago media)
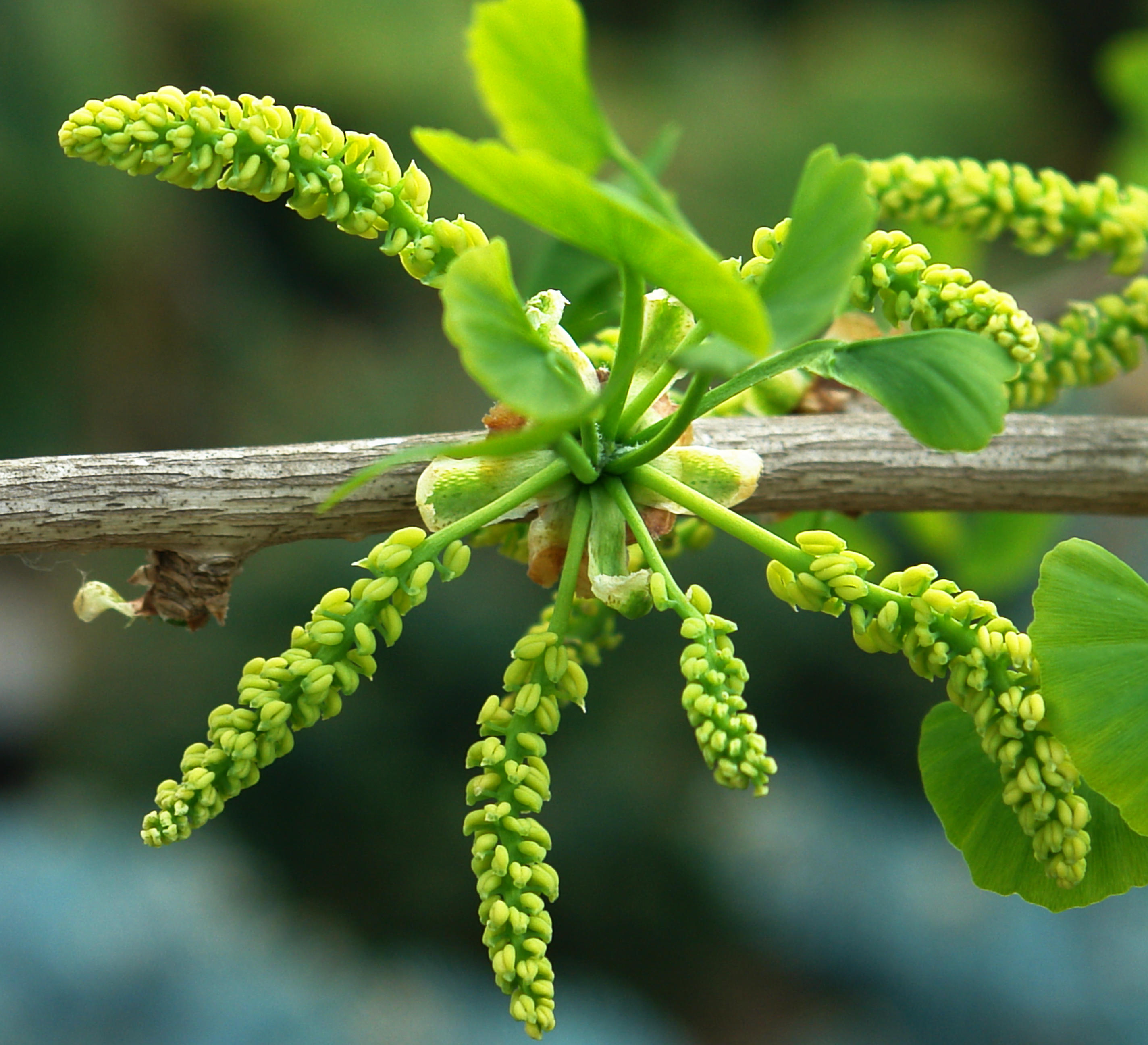
Стробилы гинкго двулопастного (Ginkgo biloba L.)
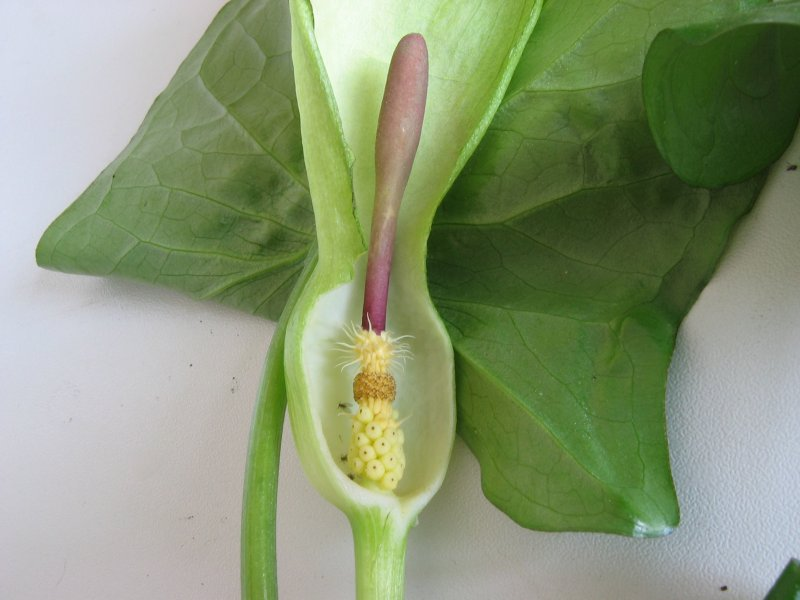
Початок аронника пятнистого (Arum maculatum)
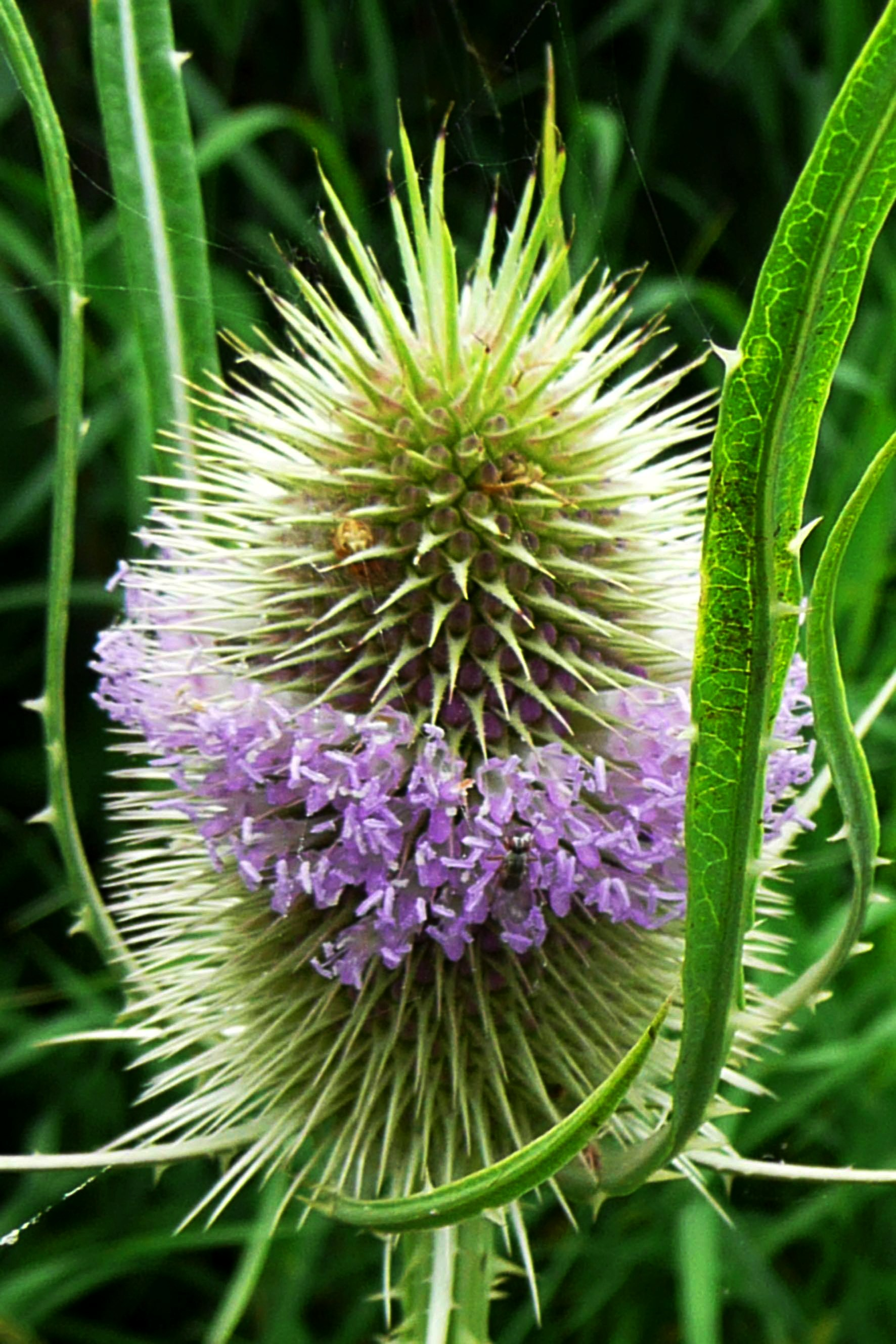
Головка ворсянки лесной (Dipsacus fullonum)
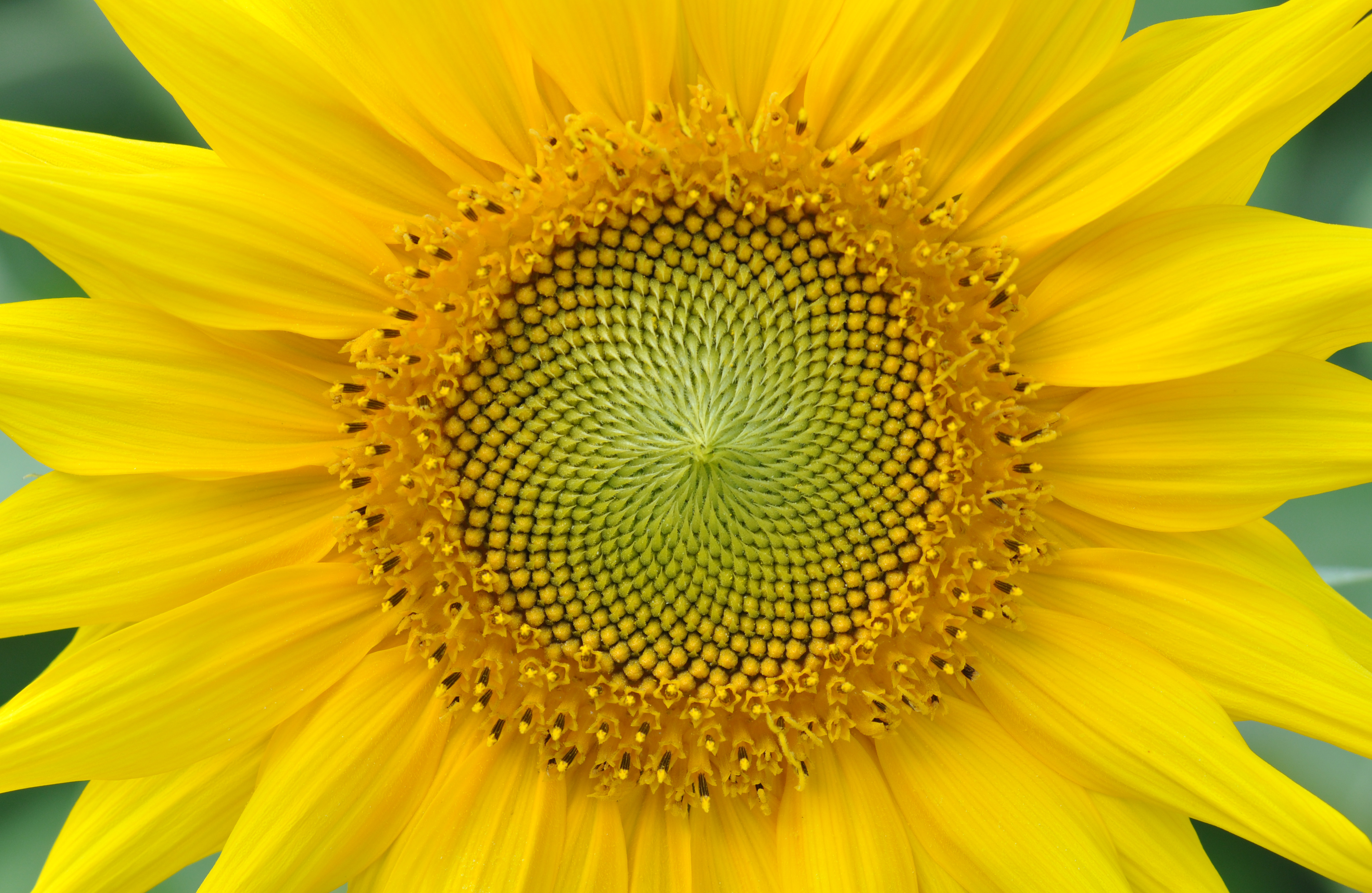
Корзинка подсолнечника однолетнего (Helianthus annuus)
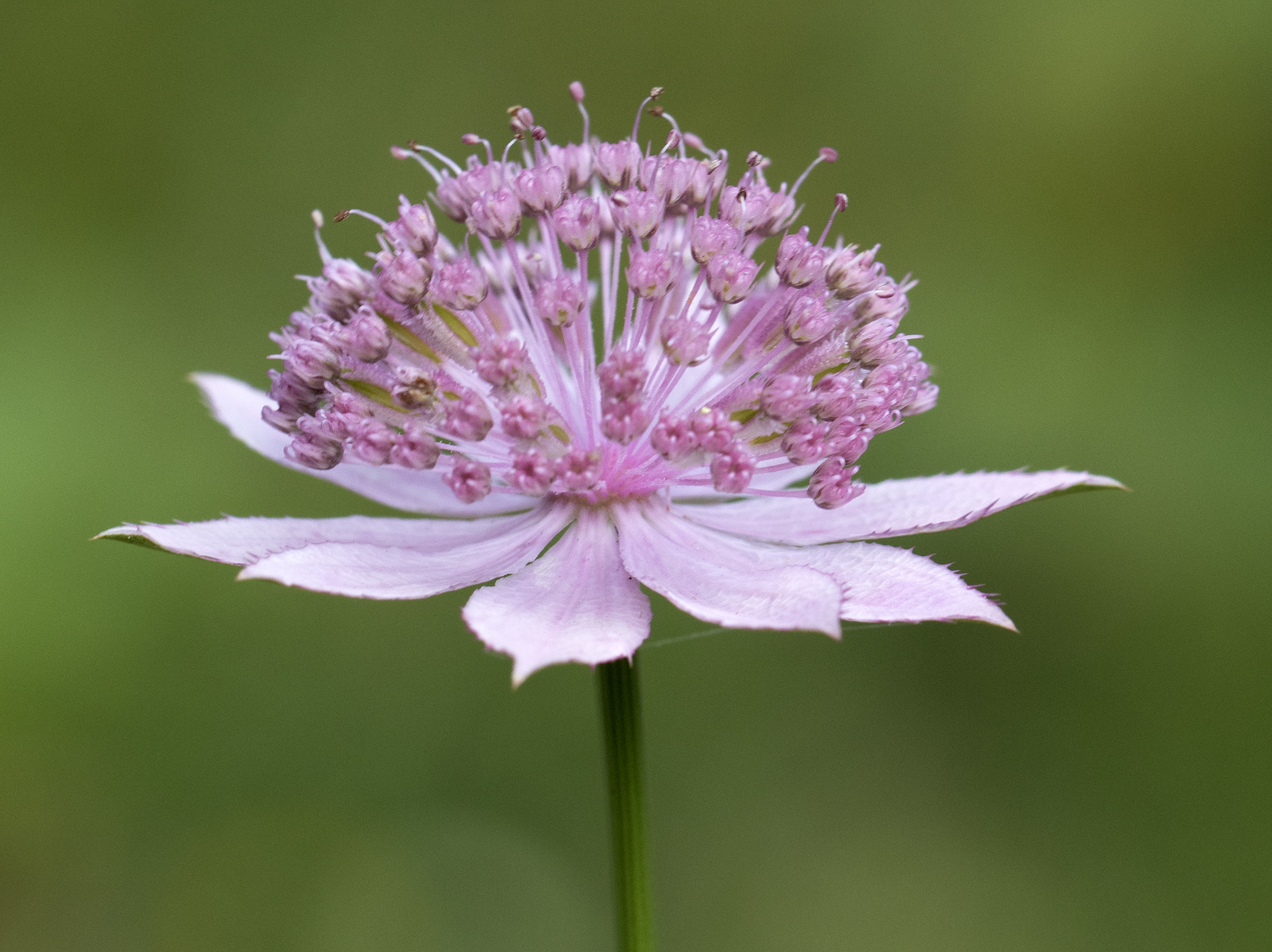
Зонтик астранции наибольшей (Astrantia maxima)
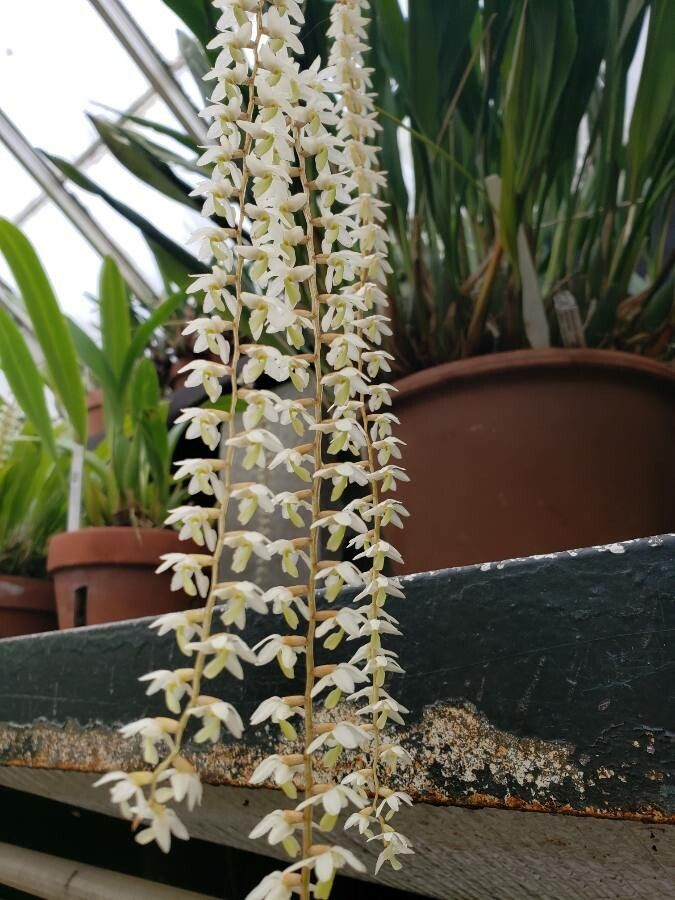
Сережки Dendrochilum cobbianum

Кисть (лат. rasemus) — основной вариант простых соцветий, характеризуется удлинённой главной осью и цветками на хорошо выраженных цветоножках более или менее одинаковой длины. Внешний облик кистей может сильно варьировать: они бывают фрондозные (фиалка трёхцветная), брактеозные (черёмуха), фрондозно-брактеозные (иван-чай), голые (сурепка обыкновенная); открытые (гиацинт) и закрытые (колокольчик персиколистный); многоцветковые (вероника длиннолистная) и одно-двуцветковые (горох посевной).
Щиток (лат. corymbus) — соцветие, в котором нижние цветоножки намного длиннее верхних и все цветки располагаются в одной плоскости (садовая груша).
Колос (лат. spica) — соцветие с хорошо развитой главной осью и сидячими цветками (подорожник, ятрышник, ослинник).
Початок (лат. spadix) — колос с толстой мясистой осью и общим кроющим листом (белокрыльник, аир, кукуруза).
Зонтик (лат. umbella) — соцветие, у которого главная ось сильно укорочена, а цветки располагаются на развитых цветоножках одинаковой длины (проломник, чистотел, первоцвет, вишня).
Головка — соцветие, у которого главная ось укорочена и цветки сидячие или цветоножки плохо развиты (клевер, люцерна, адокса).
Корзинка (лат. calathidium) — наиболее специализированный вариант простых соцветий, характерен для представителей обширного семейства Астровые (Сложноцветные), некоторых зонтичных (синеголовник, саникула), а также колокольчиковых (букашник). В корзинках мелкие сидячие цветки плотно располагаются на поверхности плоской или конусовидной оси соцветия. Снизу ось соцветия окружена обёрткой, которая представлена вегетативными листьями верховой формации. Для сложноцветных характерны три типа цветков: язычковые, ложноязычковые и воронковидные, — которые могут распределяться в корзинке в различных комбинациях. Внешний облик корзинок имитирует таковой одиночных цветков: обёртка аналогична чашечке, яркие периферические цветки — венчику. Такие высокоспециализированные соцветия, напоминающие отдельный цветок, называют антодиями (др.-греч. anthos — цветок).
Серёжка (лат. amentum) — соцветия различного типа, у которых главная ось является повислой. Среди серёжек встречаются тирсы (ольха, берёза, лещина), простые кисти и колосья.

## Сложные соцветия
Сложными называются соцветия, в которых на главной оси располагаются не одиночные цветки, а парциальные (частные) соцветия.

##### Сложные рацемозные соцветия

Двойная кисть, гомеотический двойной кластер
Двойная кисть, гетеротетический двойной кластер
Сложный колос состоит из колосков
Сложная головка
Двойной зонтик
Тройной зонтик

Двойная кисть — сложные соцветия, в которых на удлинённой моноподиальной главной оси располагаются пазушные простые кисти. Они свойственны растениям подсемейства Мотыльковые, некоторым видам рода Вероника и др.
К двойным кистям близки сложные зонтики, свойственные растениям семейства Зонтичные, а также сложные колосья, характерные для злаков (пшеница, рожь, ячмень). В этих вариантах сложных соцветий парциальные простые соцветия получили наименование зонтичков и колосков.

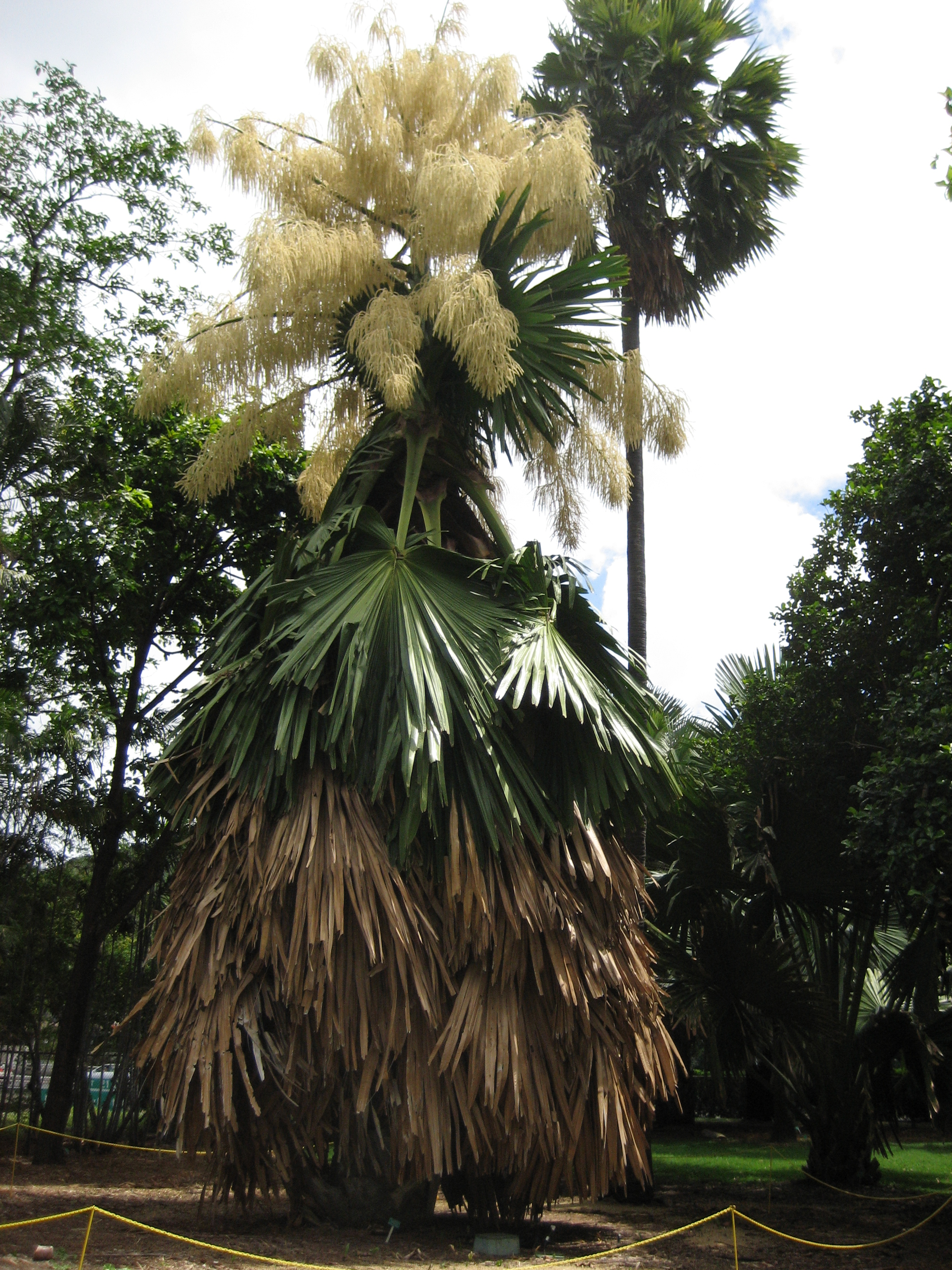
Гигантское белое верхушечное соцветие корифы зонтоносной

Метёлка (лат. panicula) отличается от двойной кисти более обильным ветвлением и тем, что нижние парциальные соцветия у неё развиты и ветвятся гораздо сильнее верхних; в результате типичные метёлки имеют пирамидальную форму (сирень, бирючина, гортензия метельчатая и др.). Встречаются и другие формы этого соцветия. Так, при сильном сокращении числа парциальных соцветий и резком обеднении верхних из них метёлка становится щитковидной (калина, бузина, рябина и др.). Если центральные оси нижних ветвей намного перерастают таковые верхних, формируются кубковидные метёлки, как, например, у лабазника.

Сложная пирамидальная метёлка
Щитковидная метёлка
Кубковидная метёлка
Ботриоид (в отличие от кисти имеется верхушечный цветок)

Помимо перечисленных существует ещё ряд типов соцветий, у которых особенности ветвления главной оси отличаются от таковых ветвления парциальных соцветий. Их иногда называют агрегатными. Например, метёлка зонтиков — метельчато ветвящееся соцветие, несущее на конечных осях простые зонтики (аралии высокая и маньчжурская). Метёлка корзинок — метельчато разветвленное соцветие, несущее на конечных осях парциальные соцветия — корзинки. Существуют ещё кисть корзинок (череда пониклая), колос корзинок (сушеница лесная). Возможны и другие типы агрегатных соцветий.

## Цимоиды
Цимоиды — это сложные соцветия с симподиальным нарастанием, в которых главная ось не выражена. Они делятся на три основные варианта: дихазии, монохазии и плейохазии, в зависимости от того, сколько боковых ветвей сменяют в ходе симподиального нарастания одну материнскую. Сложные монохазии делят на извилины и завитки.

### Монохазий
Монохазий (monos в переводе с др.-греч. — «один», chasis в переводе с др.-греч. — «деление») — такие цимозные соцветия, в которых каждая материнская ось несёт только одну дочернюю.
Наиболее просто устроен (но не обязательно наиболее примитивен) однолучевой верхоцветник, или простой монохазий, у которого под верхушечным цветком главной оси расположена лишь одна боковая ветвь, заканчивающаяся цветком. Однолучевой верхоцветник состоит, таким образом, лишь из двух цветков. Этот тип соцветия часто встречается у представителей семейства лютиковых (Ranunculaceae).
У них же можно нередко видеть двухлучевой верхоцветник, у которого под верхушечным цветком главной оси расположены два бокоцветоносных побега. Если двулучевой верхоцветник развивается у растений с супротивным листорасположением, как, например у каликанта западного (Calycanthus occidentalis), то боковые ветви соцветия также бывают супротивными.

Цимоид также может быть настолько сжат, что выглядит как зонтик. Строго говоря, такое соцветие можно было бы назвать зонтиковидной кистью, хотя обычно его называют просто зонтиком. Другой тип определённого простого соцветия — это кистевидная кисть или ботриоид; это кисть с конечным цветком, которую обычно неправильно называют «кистью». 

Однолучевой верхоцветник, или простой монохазий
Двухлучевой верхоцветник или простой монохазий
Многолучевой верхоцветник или плеохазий
Зонтиковидная кисть
Ботриотид или кистевидная кисть

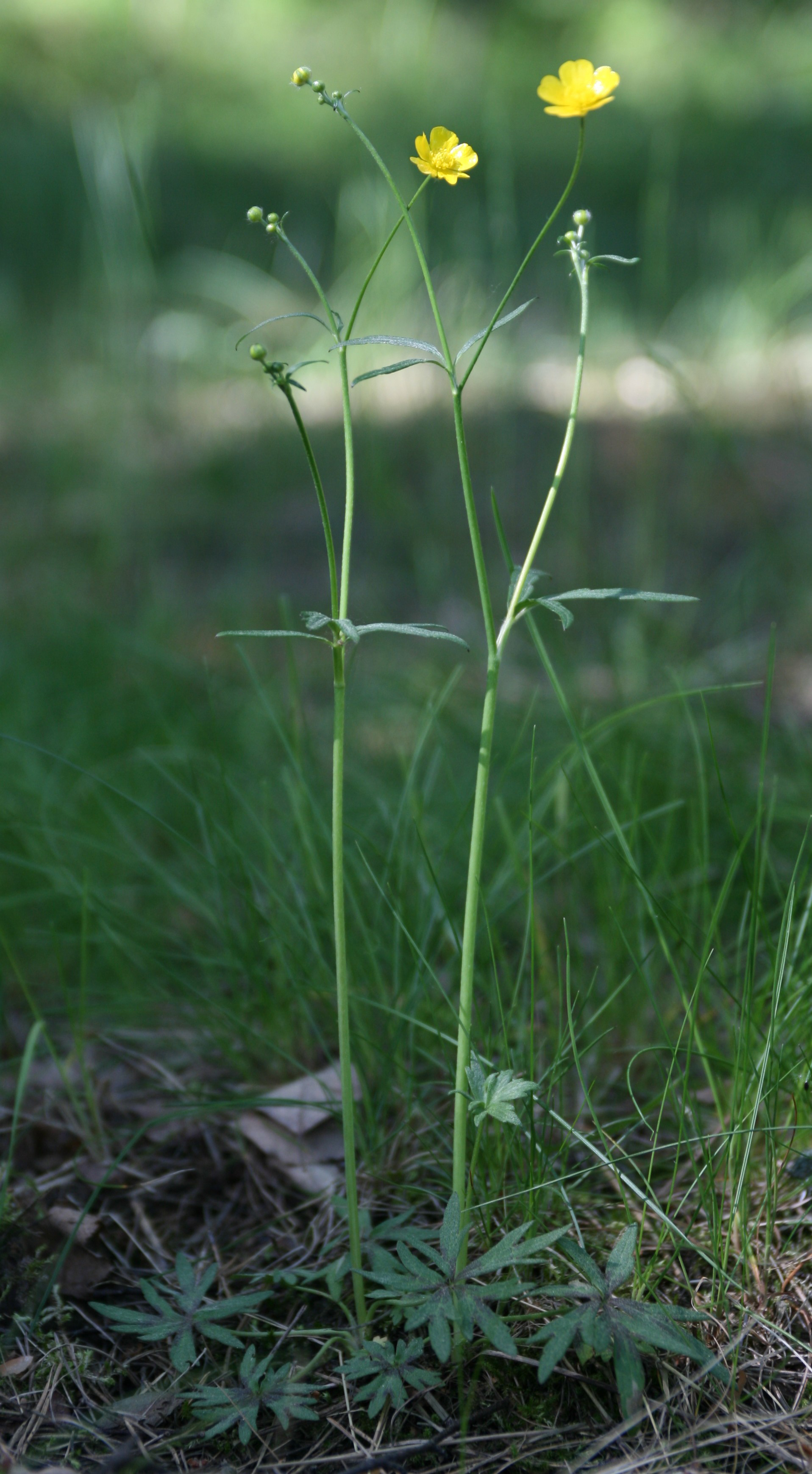
Однолучевой верхоцветник лютика едкого (Ranunculus acris)
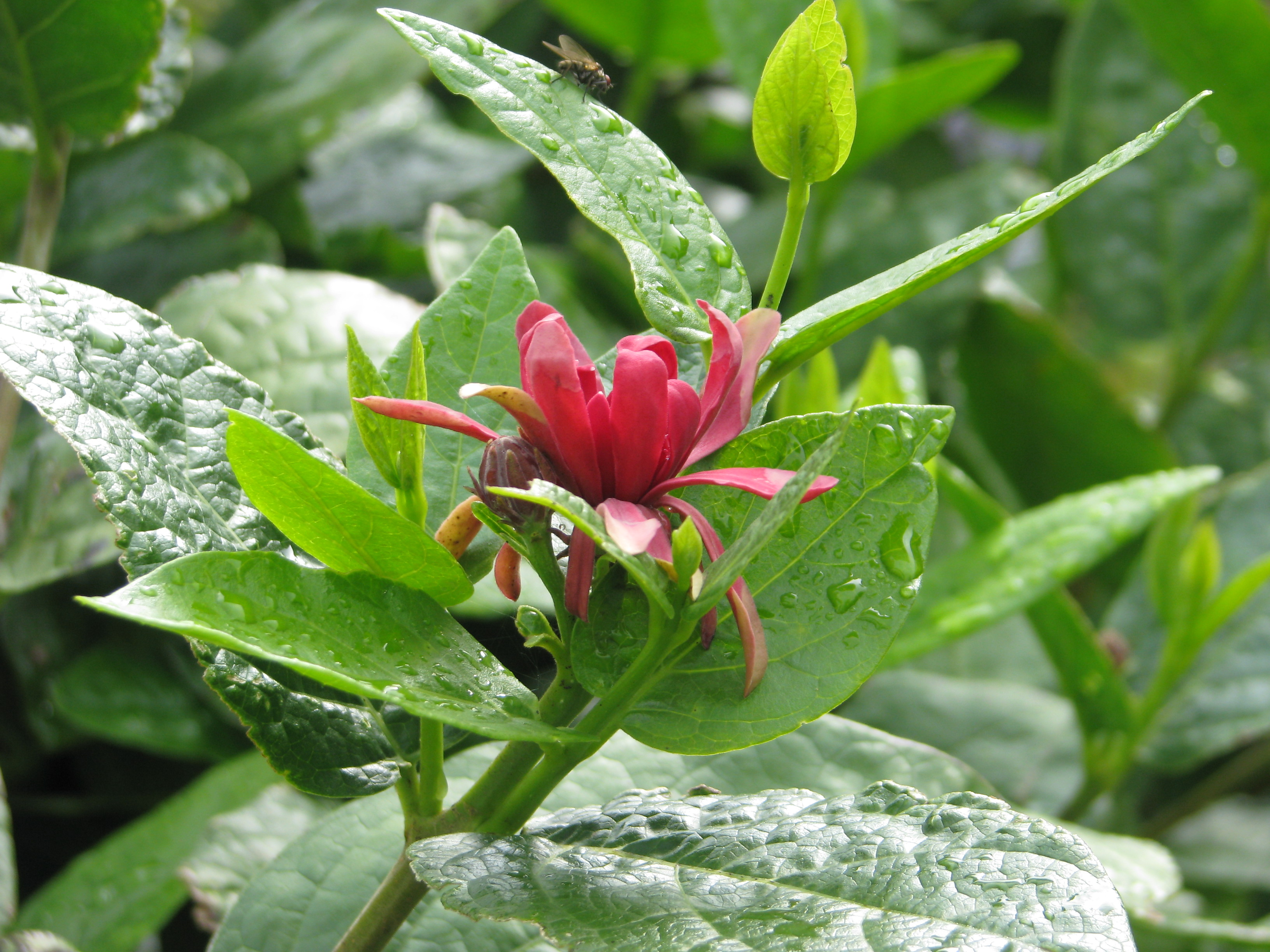
Двулучевой верхоцветник с супротивными боковыми ветвями соцветия каликанта западного (Calycanthus occidentalis)
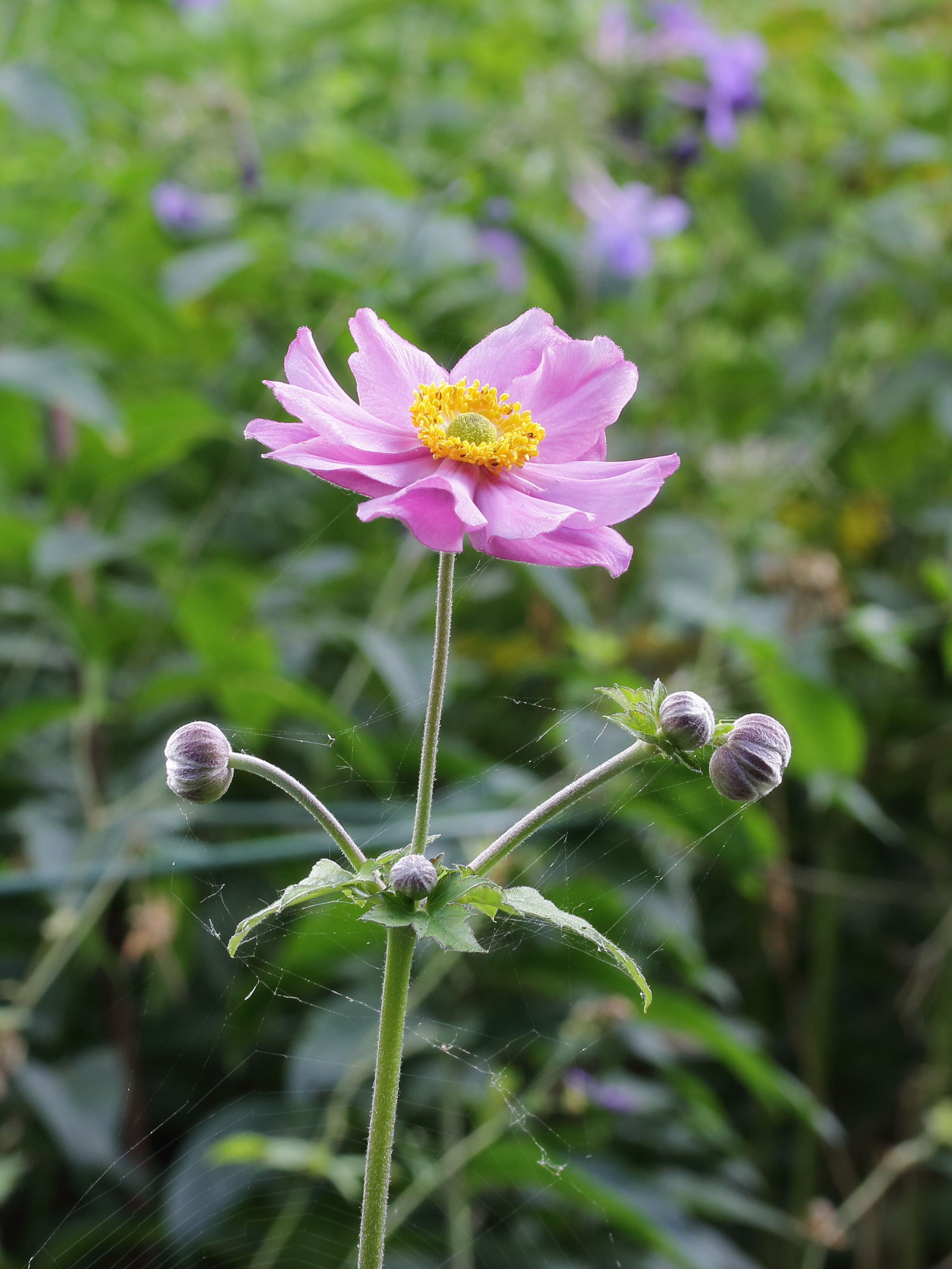
Многолучевой верхоцветник — ветреница хубэйская 'Eugenie'
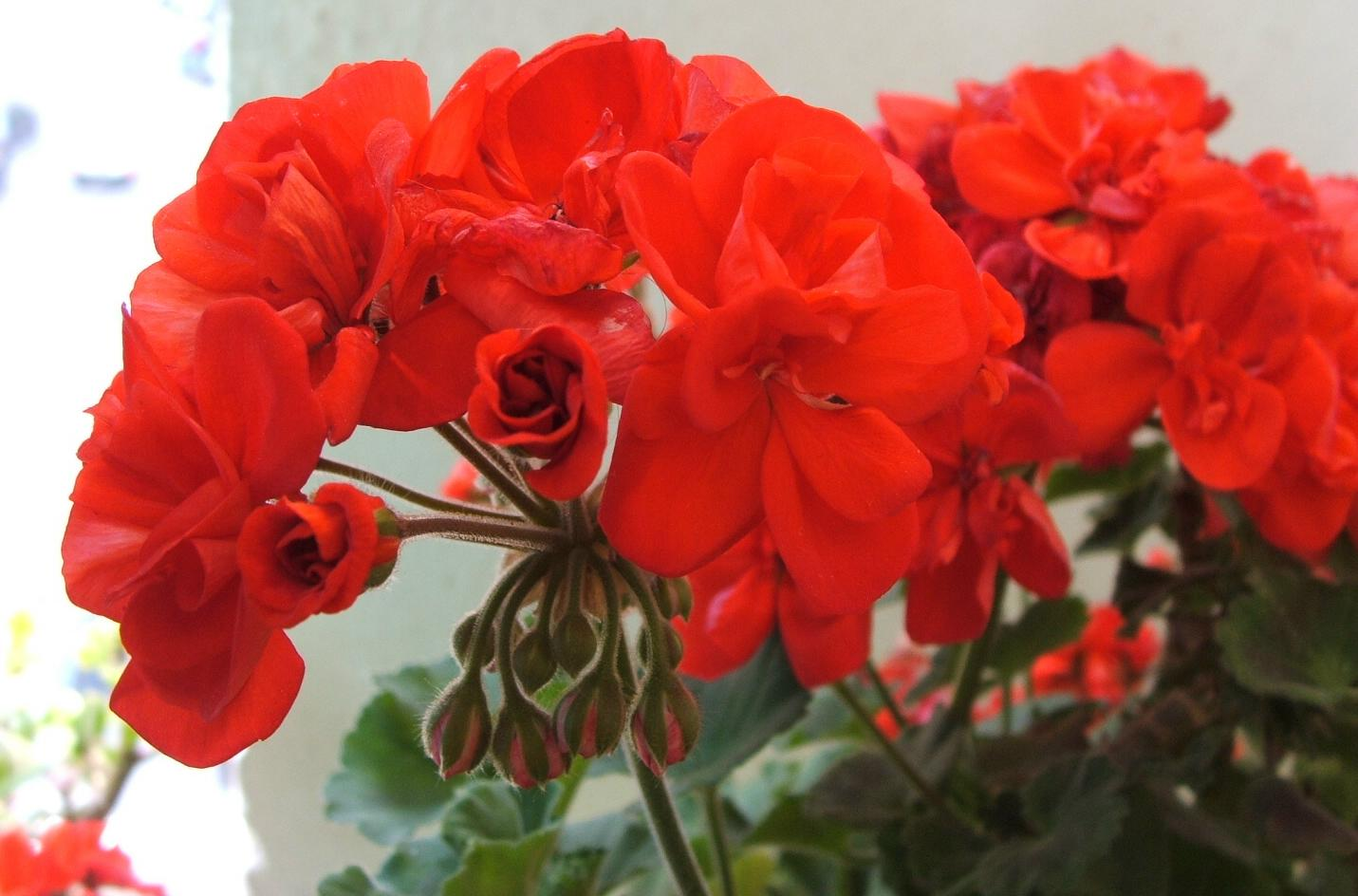
Зонтиковидная кисть пеларгонии окаймлённой (Pelargonium zonale)
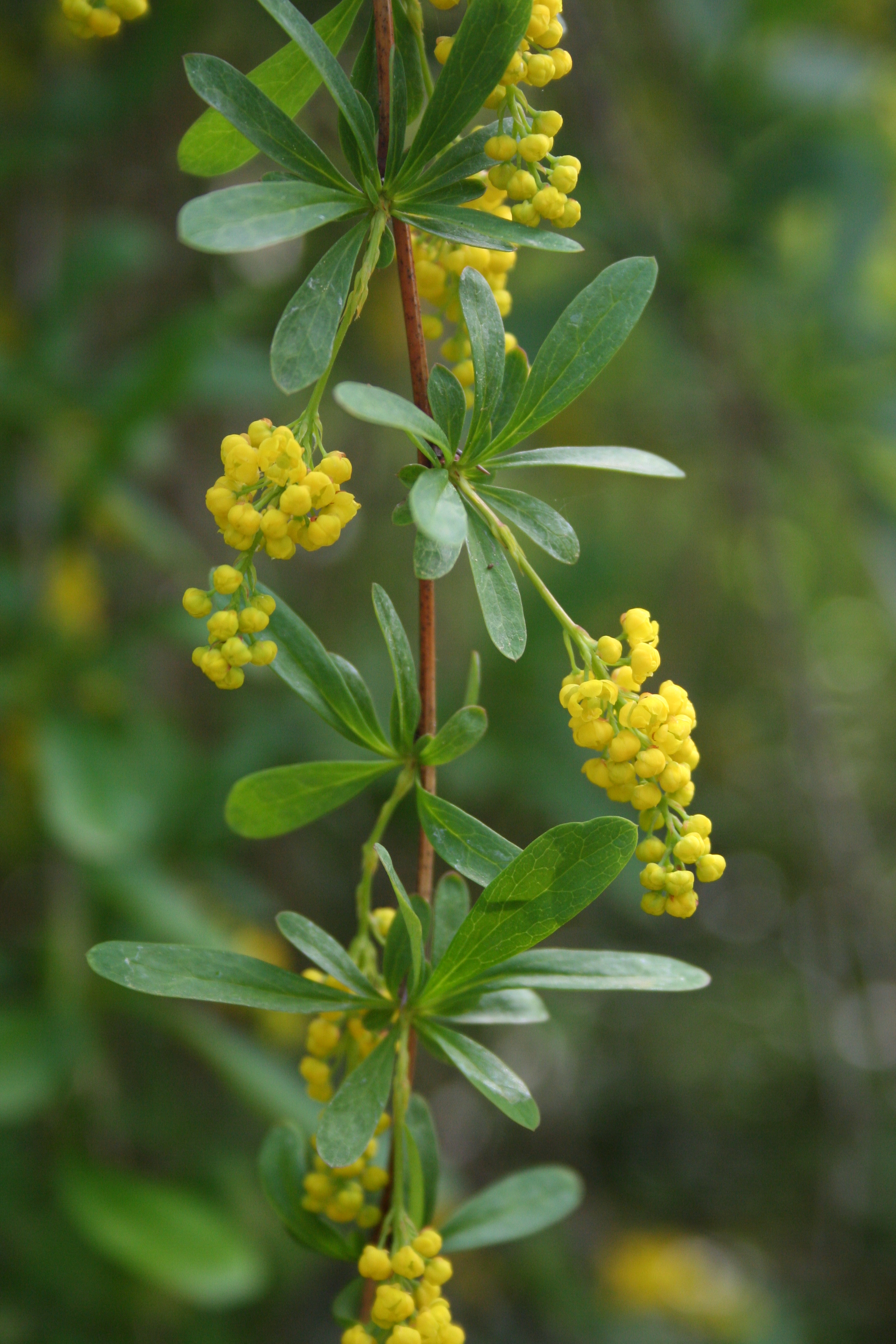
Кистевидная кисть барбариса весеннего (Berberis vernae)

В фазе отцветания и созревания плодов монохазии напоминают кисти или колосья.

#### Монохазии первого порядка
Завиток (лат. bostryx) — цимозное соцветие (сложное соцветие, нарастающее симподиально), в котором от главной оси с единственным цветком отходит другая ось с единственным цветком, а от той — ось третьего порядка и так далее, при этом все цветки направлены в одну сторону, таким образом главная ось улиткообразно закручивается, а цветки сидят на одной стороне. Такой тип соцветия характерен очитка (Sedum), эхверии (Echeveria), росянки (Drosera), солнцецвета (Helianthemum), большинства Паслёновых (Solanaceae), гидрофиловых, Бурачниковые (медуницы (Pulmonaria), окопника (Symphytum), незабудки (Myosotis)), некоторых валерьянговых, и др.

Завиток
Завиток, вид сверху
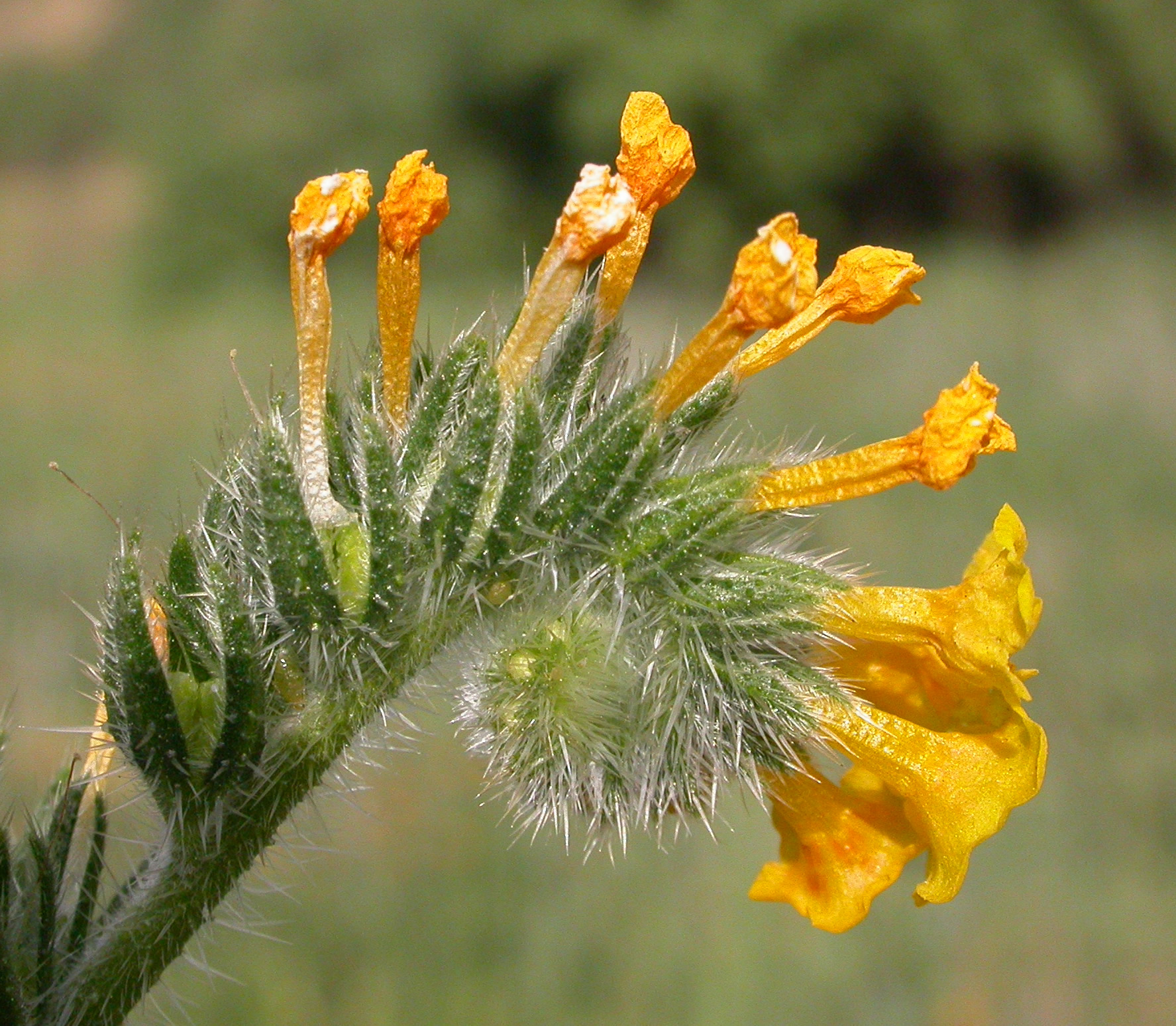
Amsinckia intermedia
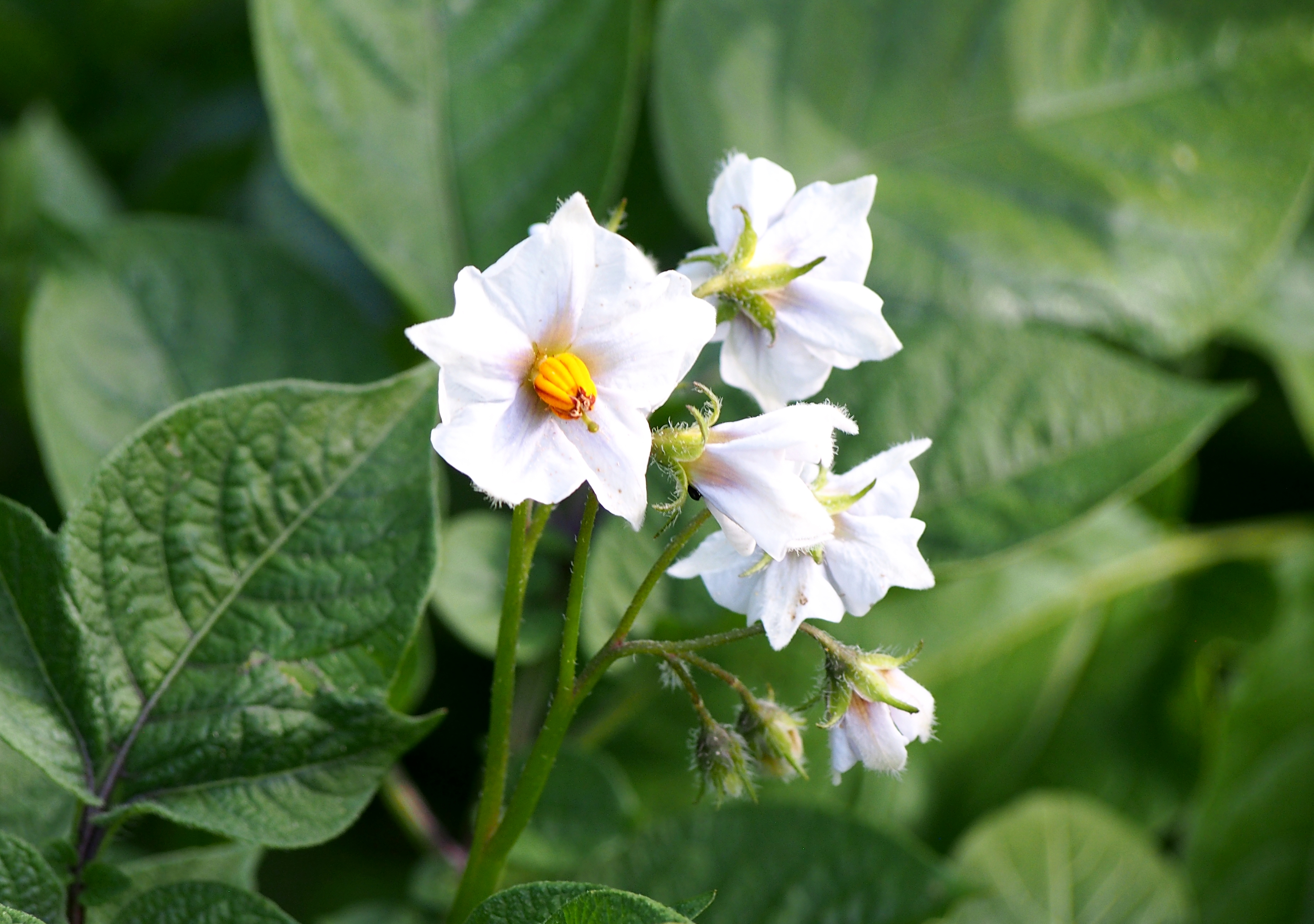
Картофель

Серп (лат. drepanium) — особая форма завитка у однодольных. Подобно завитку двудольных, у серпа каждая новая боковая ветвь появляется на одной и той же стороне симподиальной главной оси, но в отличие от завитка, только в одной (медианной) плоскости. В результате все последовательно возникающие прицветники сидят на той же стороне, что и цветки. Серп можно видеть у представителей ситниковых и марантовых.

Серп
Серп, вид сверху
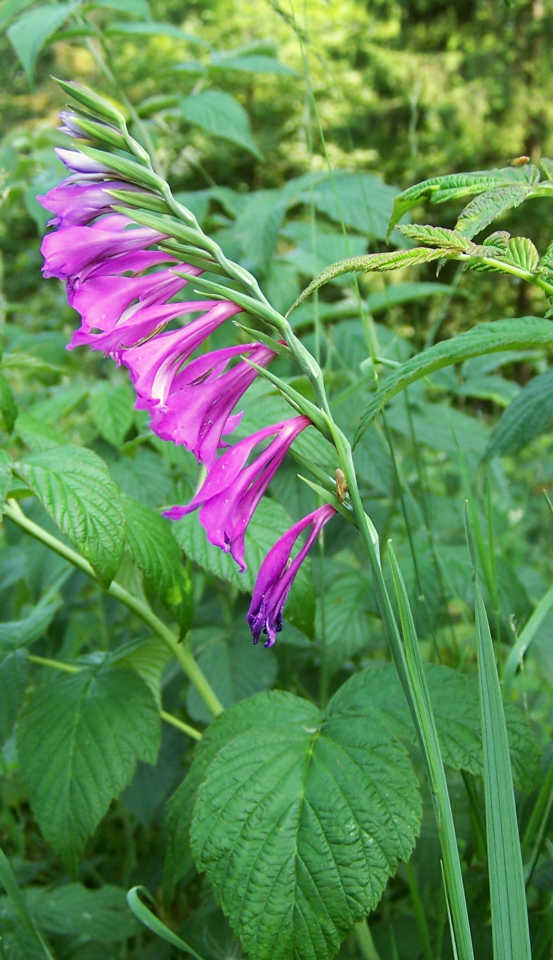
Gladiolus imbricatus
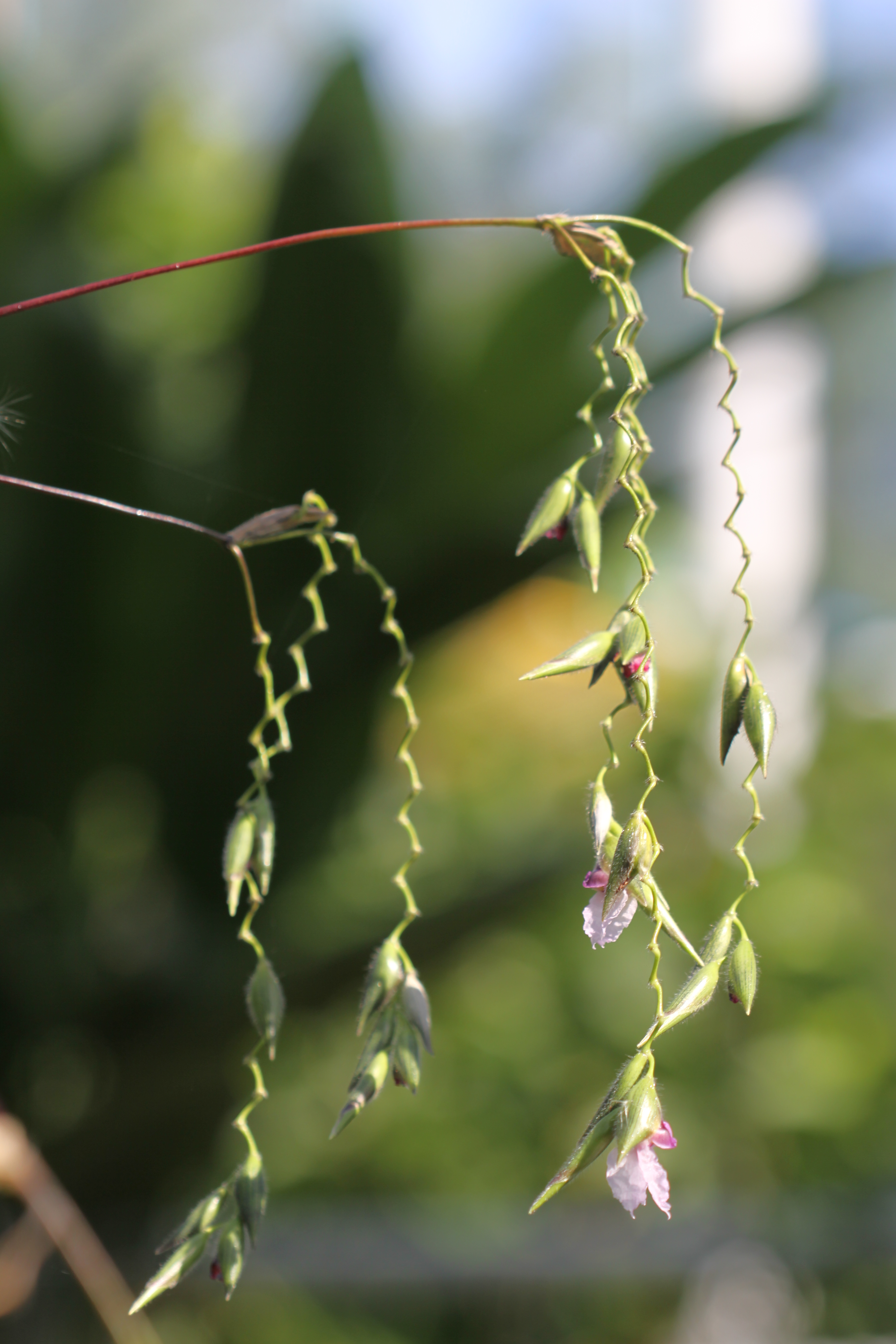
Thalia geniculata

Извилина (лат. cincinnus) — соцветие, в котором цветки более высоких порядков возникают попеременно то справа, то слева по отношению к цветкам более низких порядков (бурачник, петуния и др.). В фазе отцветания и созревания плодов монохазии напоминают кисти или колосья.
Извилина, в свою очередь, может подвергаться некоторым видоизменениям, иногда совершенно меняющим её общий вид. Наиболее интересным видоизменением извилины является зонтиковидная извилина, которая образуется путём сокращения главной оси. В результате боковые ветви извилины настолько сближаются, что кажутся выходящими почти из одной точки, и извилина имитирует зонтик. Зонтиковидная извилина состоит из нескольких монохазиев с укороченными междоузлиями. Такой зонтиковидной извилиной являются соцветия пеларгонии (Pelargonium) и ряда других гераниевых, ваточника (Asclepias) и других ластовневых, амариллисовых, луковых и ряда лилейных. У гусиного лука (Gagea) зонтиковидная извилина редуцирована до нескольких или даже до одного цветка. Зонтиковидная извилина является закрытым, или верхоцветным, соцветием, в то время как настоящий зонтик первоцветных и зонтичных — соцветие открытое, или бокоцветное.

Извилина
Извилина, вид сверху
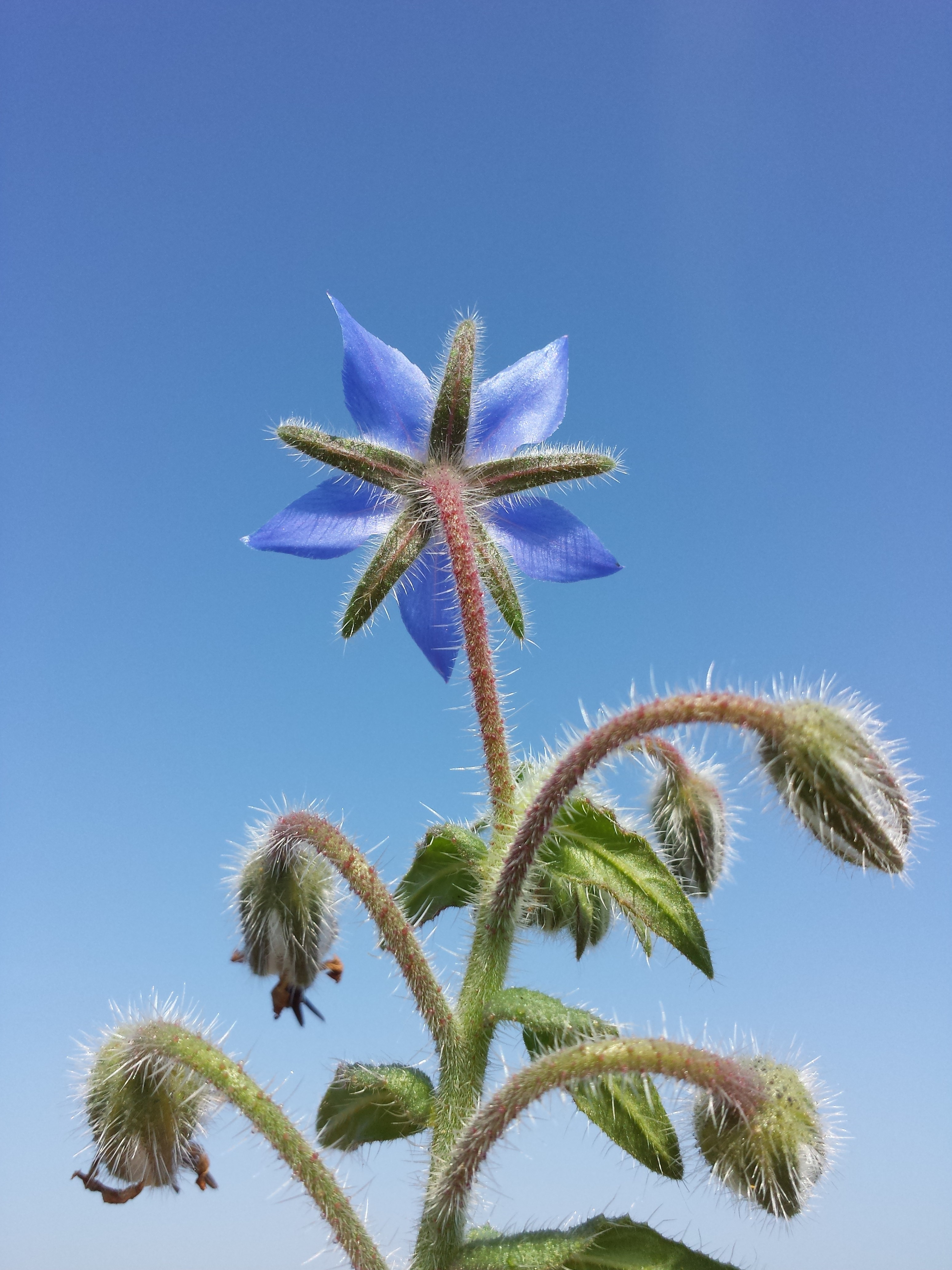
Извилина бурачника лекарственного (Borago officinalis)
Зонтиковидная извилина

Веер или опахало (лат. rhipidium от rhipis с др.-греч. — «раздувальный мех, веер») — видоизменённая извилина, у которой боковые ветви появляются поочередно на двух стропах главной оси и каждая последующая весть отходит в направлении, противоположном предыдущей ветви, то есть под углом 180°. в результате получается плоское веерообразное соцветие, как например у ситника развесистого.

Веер
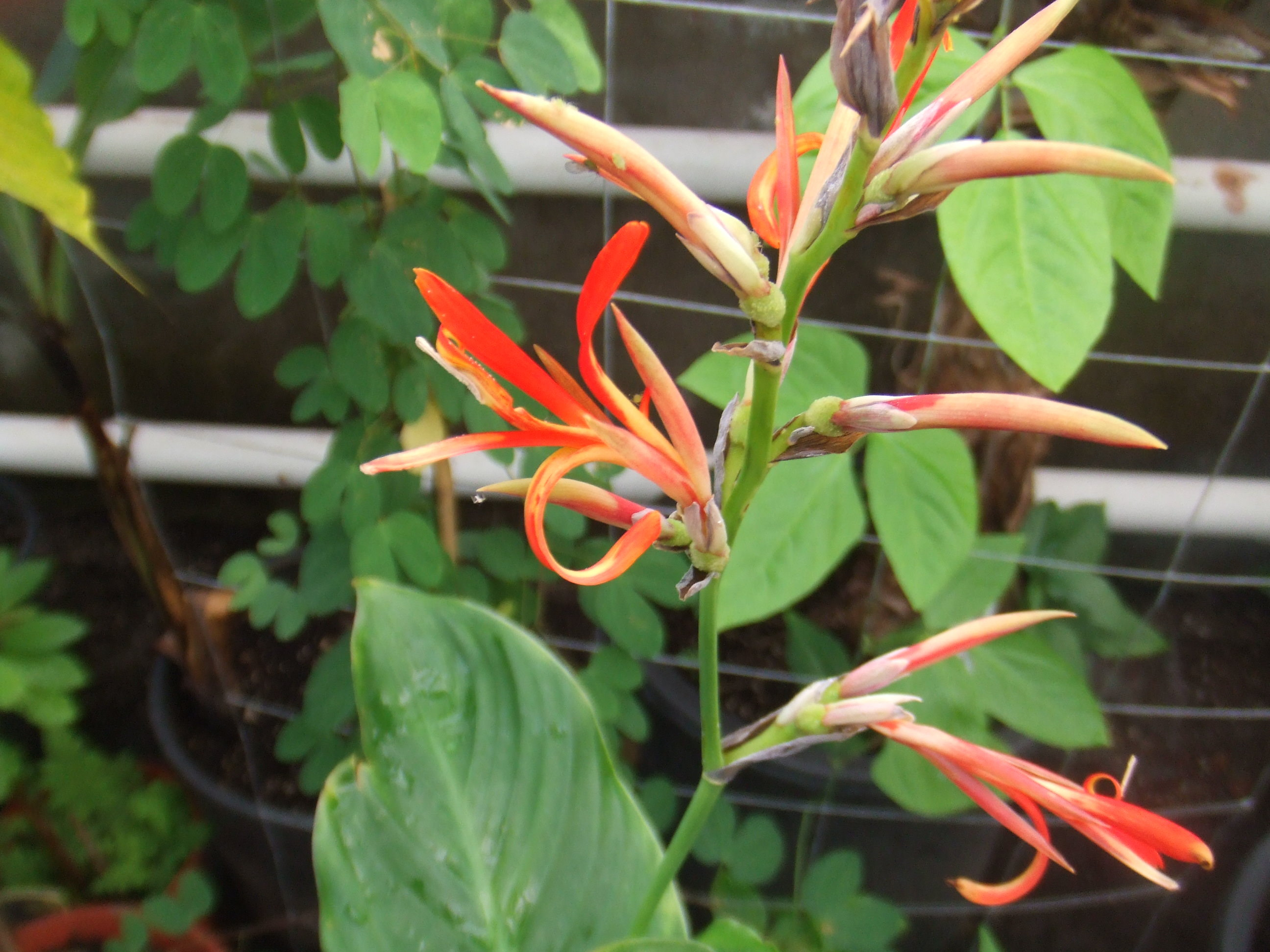
Canna paniculata

#### Цимозные соцветия второго порядка
Часто в цимозных соцветиях цветки первого и второго порядков располагаются в дихазиях, а цветки третьего и более высоких порядков образуют монохазии. Так возникают широко распространённые двойные завитки (норичник, незабудка, окопник) и двойные извилины (зверобой).

Двойной завиток
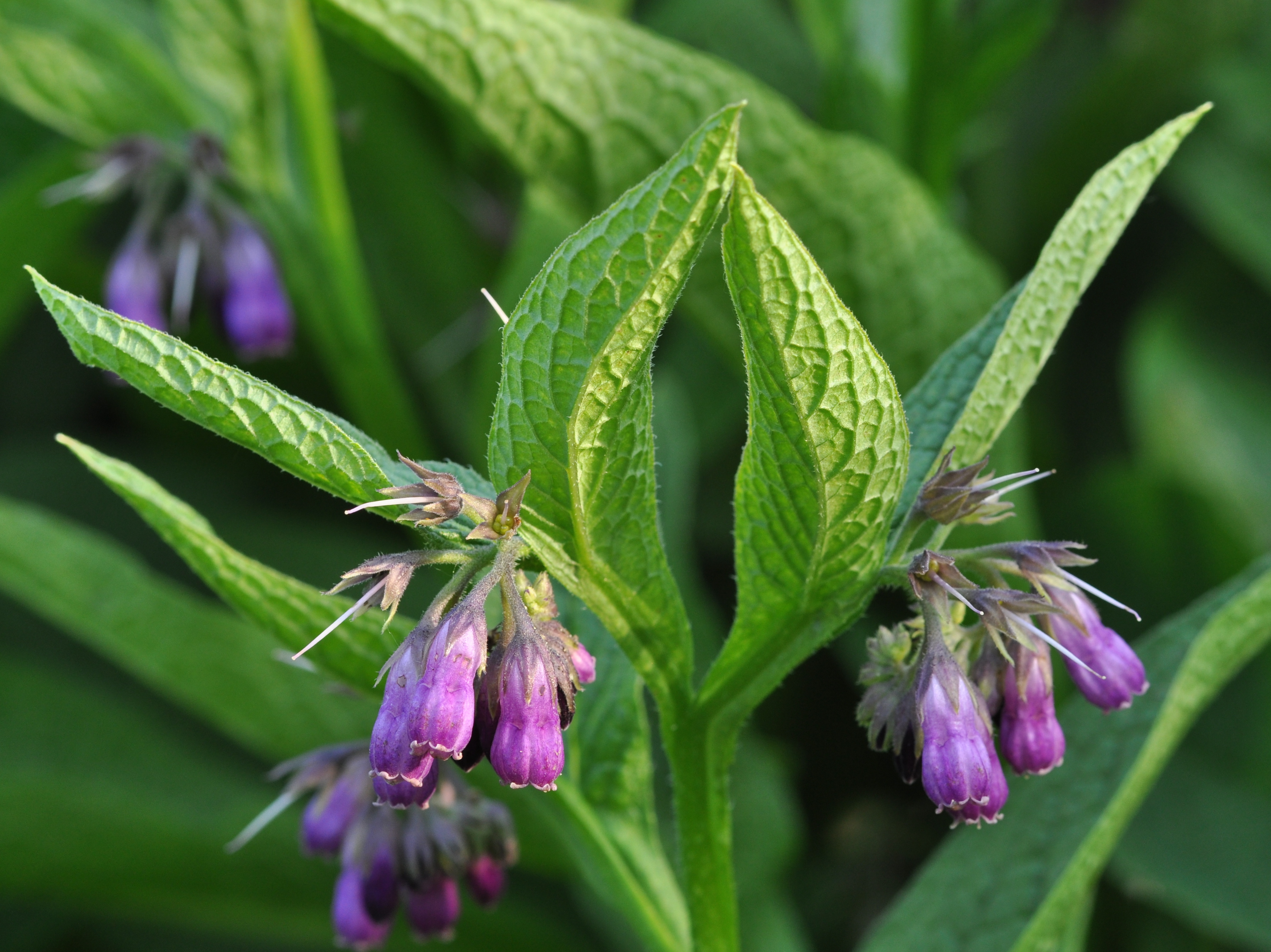
Symphytum officinale
Двойная  извилина
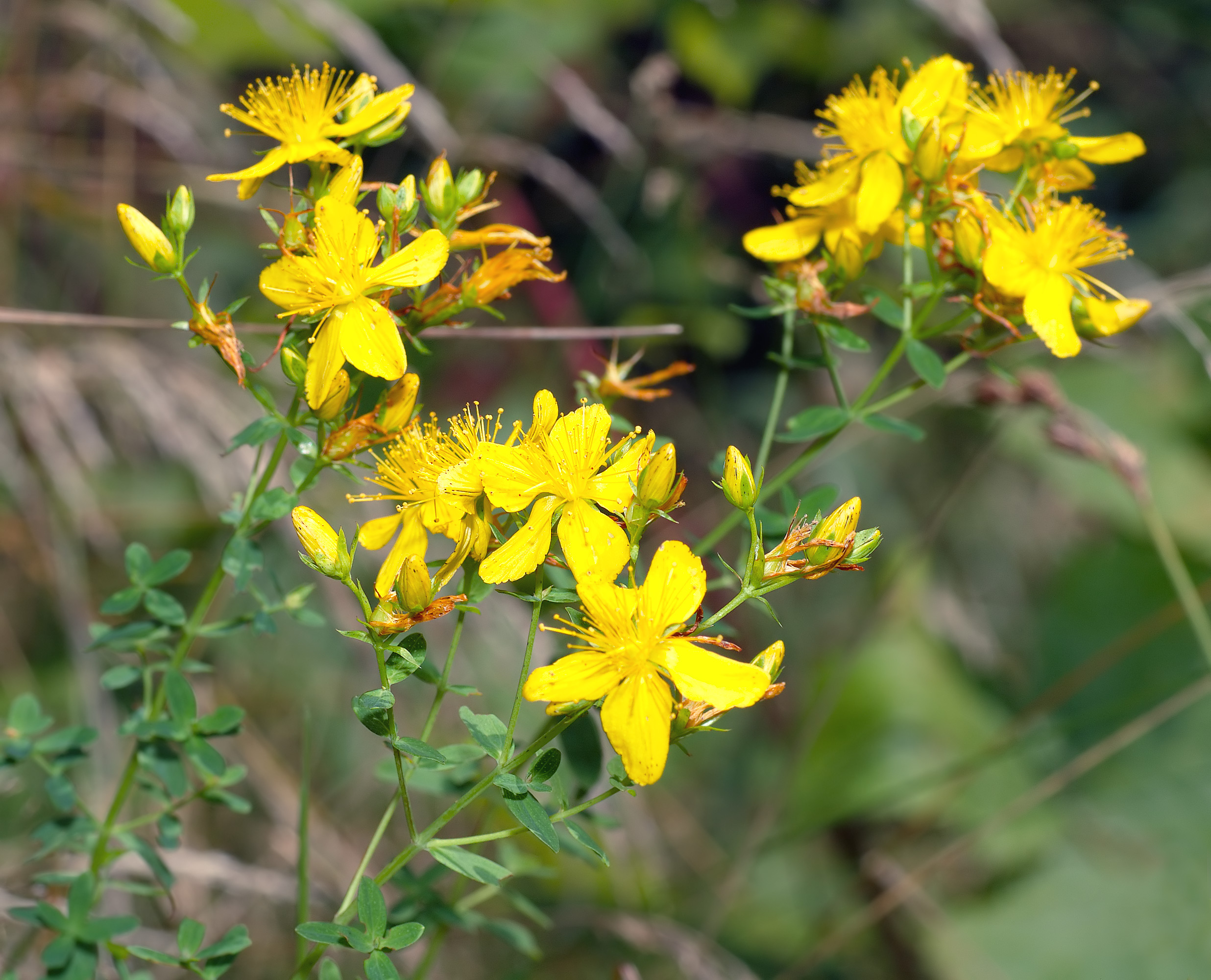
Hypericum pulchrum

### Дихазий
Дихазий — цимозные соцветия, в которых каждая ось несёт две оси следующего порядка. Дочерние оси здесь появляются в верхней части материнской и перерастают её верхушку. Если нижние участки осей (до прицветников) сильно укорочены, дихазий приобретает облик зонтика (комнатная герань, костенец зонтичный); иногда такие соцветия называют ложными зонтиками или многолучевыми верхоцветниками. В случае полной редукции осей и скучивания большого числа дихазиев формируются соцветия с обликом корзинки (короставник, сивец и другие ворсянковые). Дихазиальные зонтики и корзинки отличаются от простых характером распускания цветков (центробежное/одновременное и центростремительное соответственно).

Дихазий
Дихазий, вид сверху
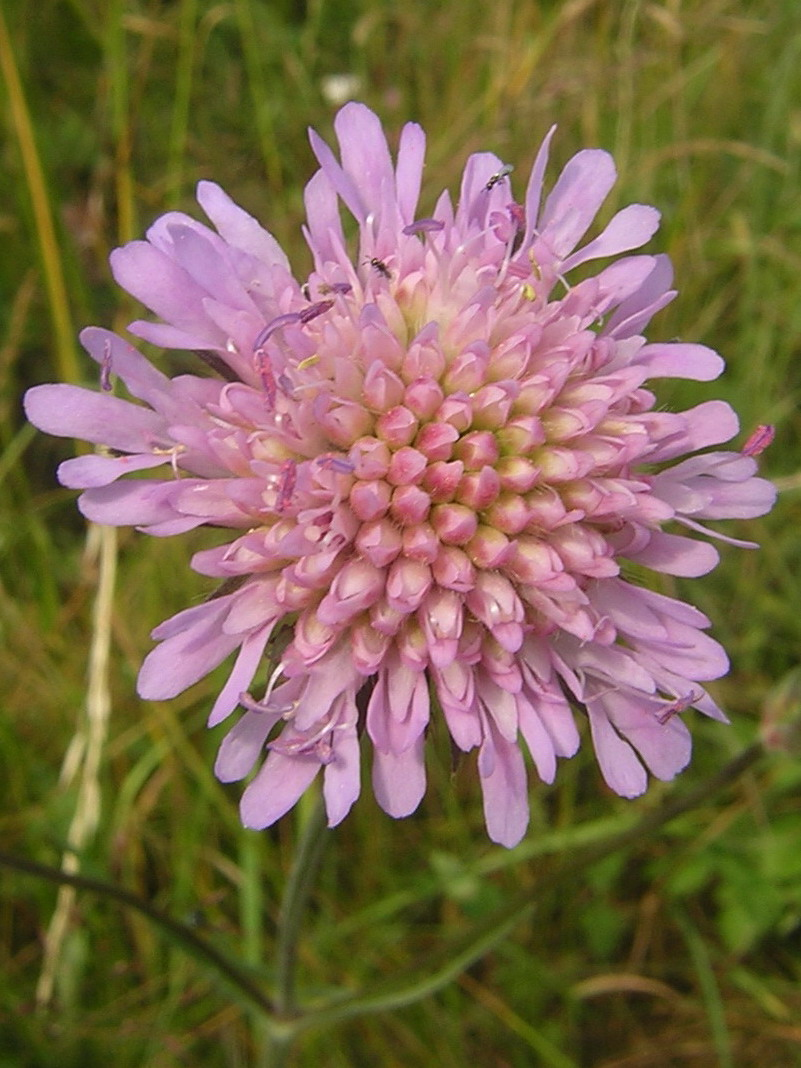
Корзинкообразный дихазий короставника полевого (Knautia arvensis)
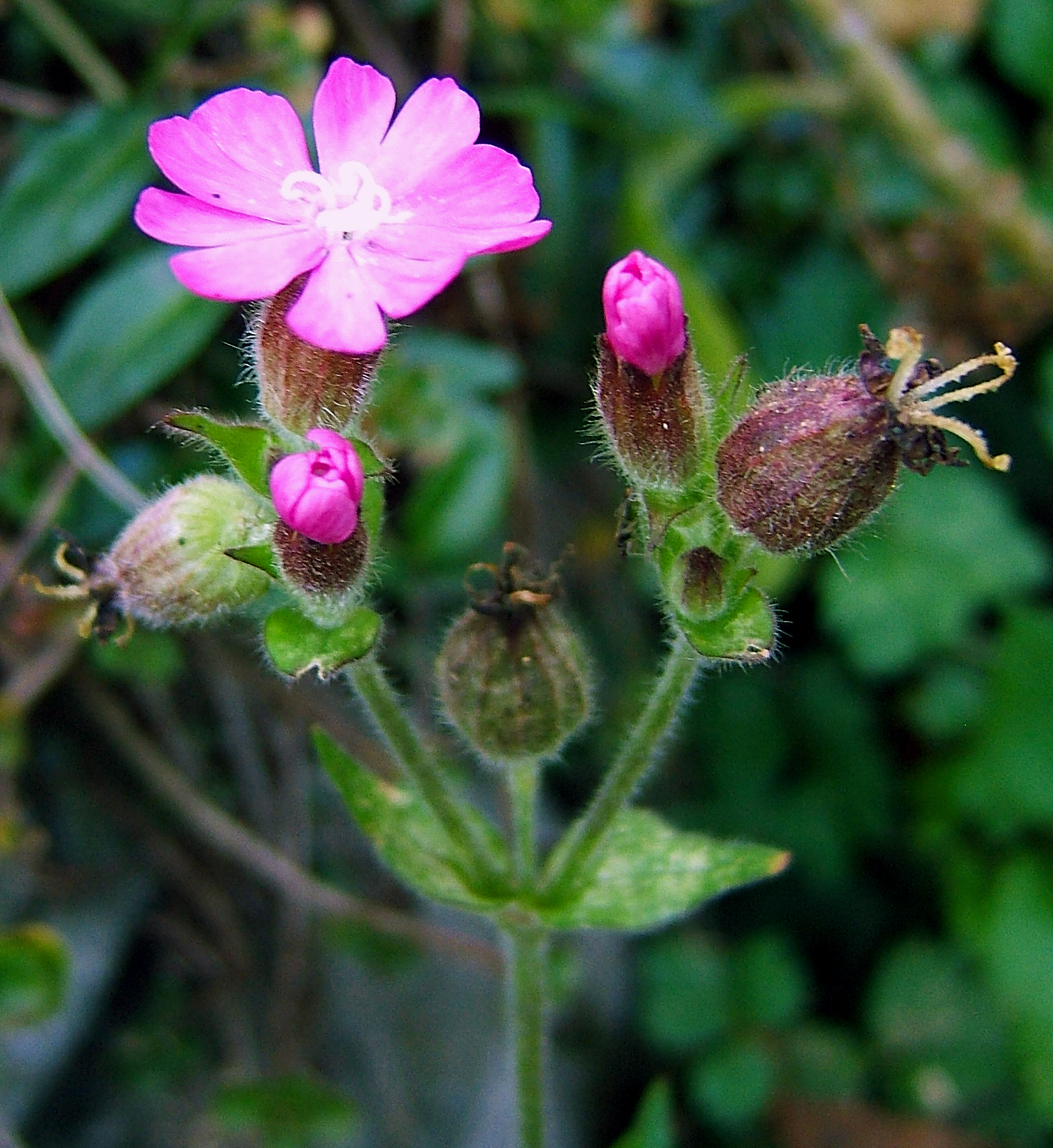
Дрёма двудомная (Silene dioica)

### Плейохазий
Плейохазий (pleion в переводе с др.-греч. — «больше») или многолучевой верхоцветник — цимоид, в котором под верхушечным цветком главной оси расположено несколько или много боковых цветоносных побегов, то есть каждую материнскую ось сменяют несколько более или менее мутовчато расположенные дочерних, перерастающих его верхушку. Примером плеохазия могут служить соцветия представителей семейства толстянковых, некоторые виды лютика, бузина.

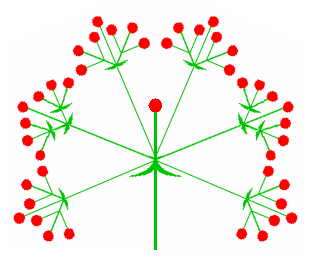
Плеохазий
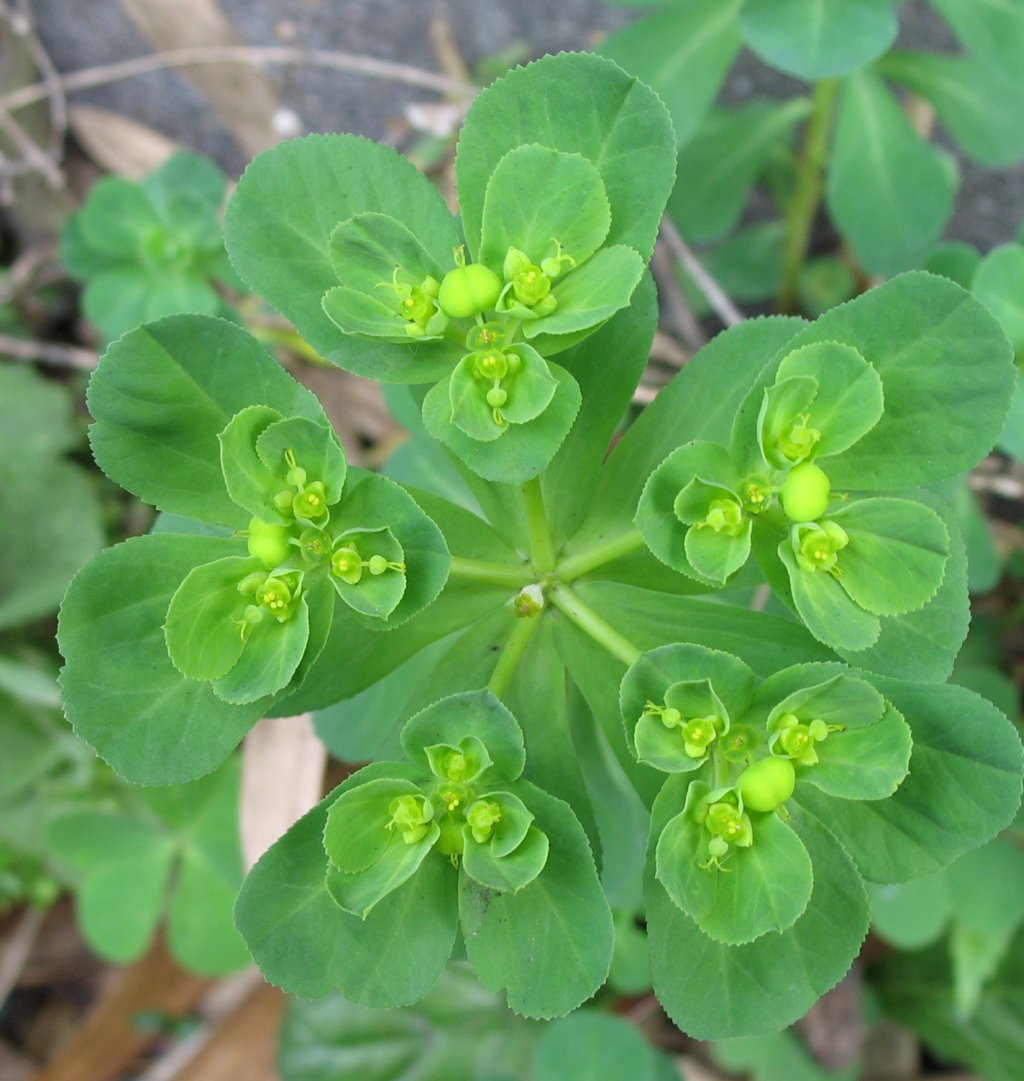
Плеохазий у молочая-солнцегляда (Euphorbia helioscopia)

### Циатий
Циатий (лат. cyathium) — тип цимоидного антодия, характерный для рода молочай из семейства Молочайные. Циаций состоит из верхушечного пестичного цветка и пяти тычинок, возникших вследствие крайней редукции пяти тычиночных парциальных соцветий. Циаций окружен обёрткой, состоящей из прицветников опять-таки редуцированных парциальных соцветий.

Циатий
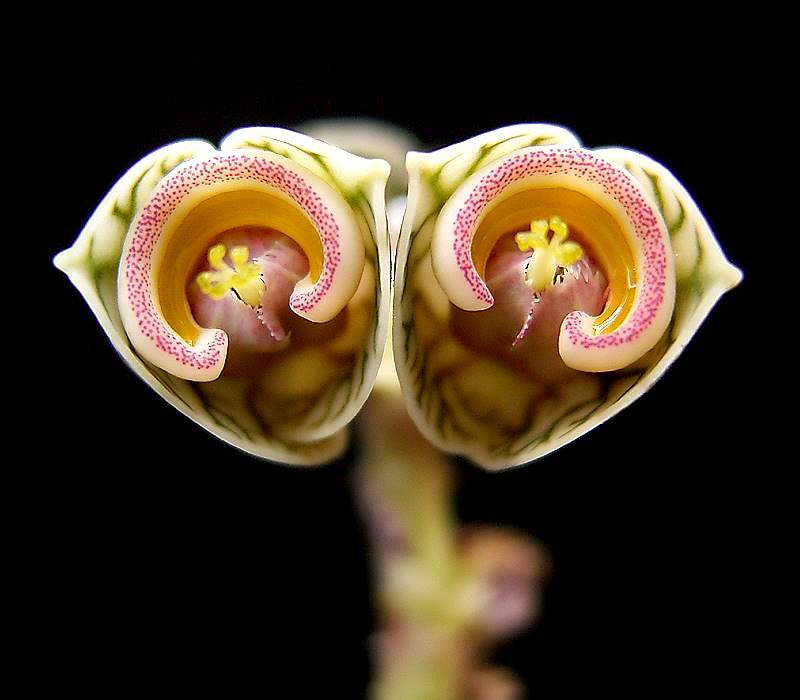
Euphorbia echinulata

### Тирсы
Тирс — сложное соцветие с моноподиально нарастающей главной осью и боковыми частными соцветиями-цимоидами. Тирсы широко распространены, они характерны для представителей семейств Яснотковые, Бурачниковые, Норичниковые и др.

Если несколько кистей образуют соцветие на кистевидной главной оси, говорят о тирсе. Основная ось представлена кистью, шипом или сплюснутой в виде головы. Терминальные цветки присутствуют не всегда.

Тирс с дихазиумными кистями
Тирс с извилистыми кистями
Тирс с двойными спиральными кистями

Если зимозные частичные соцветия, в свою очередь, замещаются тирсами, то говорят об сложных тирсах по аналогии со сложными метелками и получают махровые тирсы или плиотирсы. Аналогично здесь различают гомеокладные и гетерокладные формы, простые тирсы всегда гомеокладные.

Гомеокладный тирс с апикальной редукцией
Гетерокладический тирс
Непересекающийся гетерокладный тирс
Плейотирс

Соцветия различного типа, у которых главная ось является повислой, называются серёжками. Среди серёжек встречаются тирсы (ольха, берёза, лещина), простые кисти и колосья.

Сережка в виде кисти и колоса
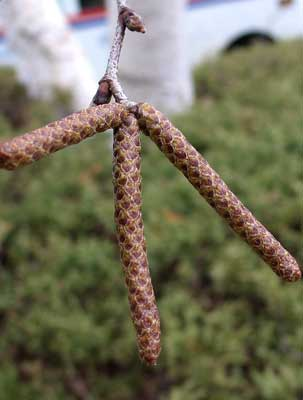
Сережковидный тирс

## Галерея

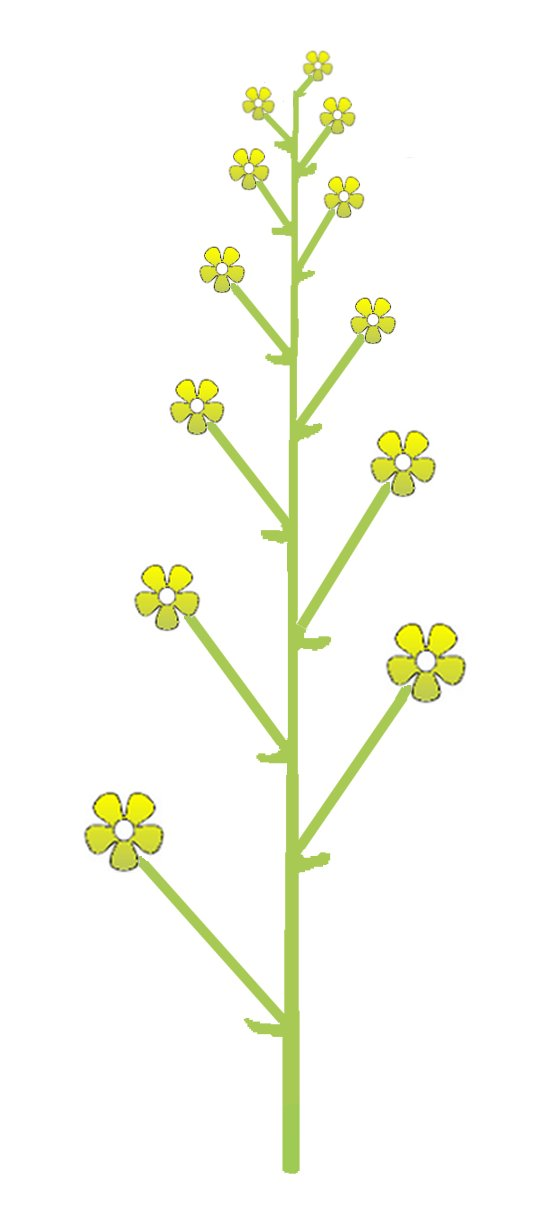
Кисть
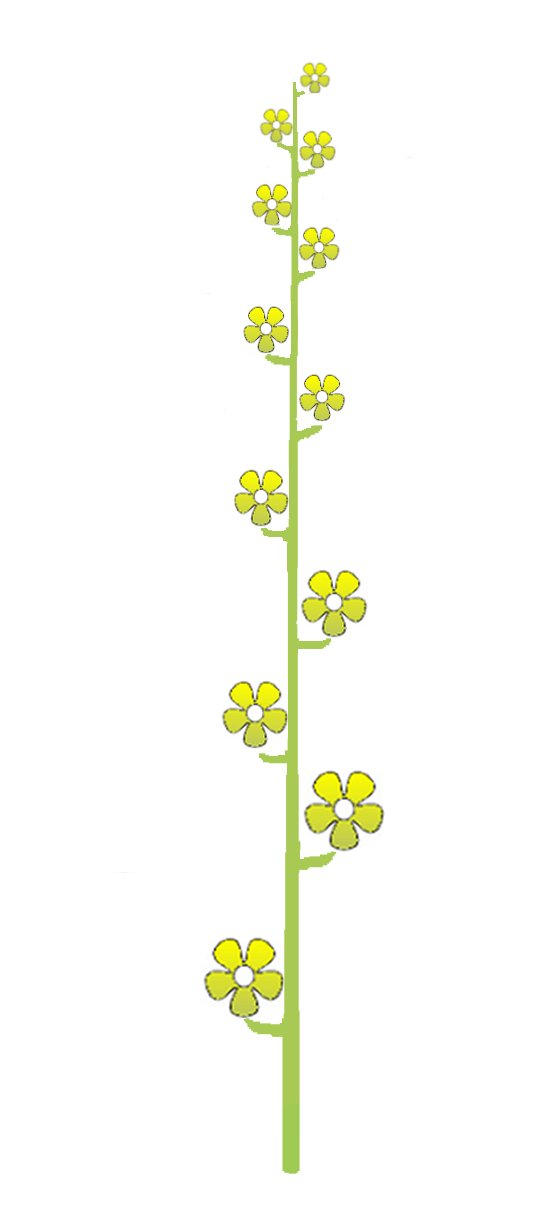
Колос
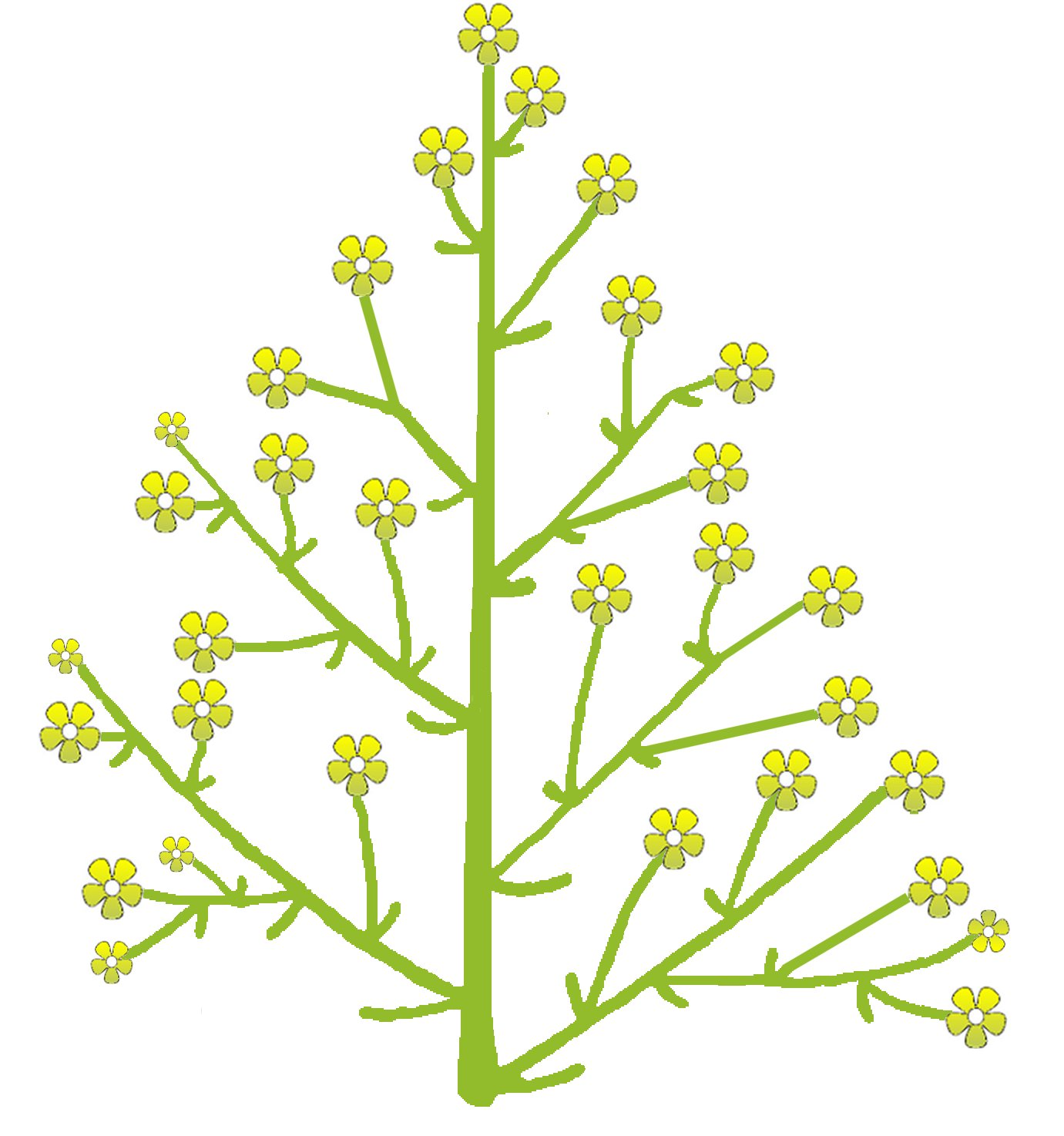
Пирамидальная метёлка
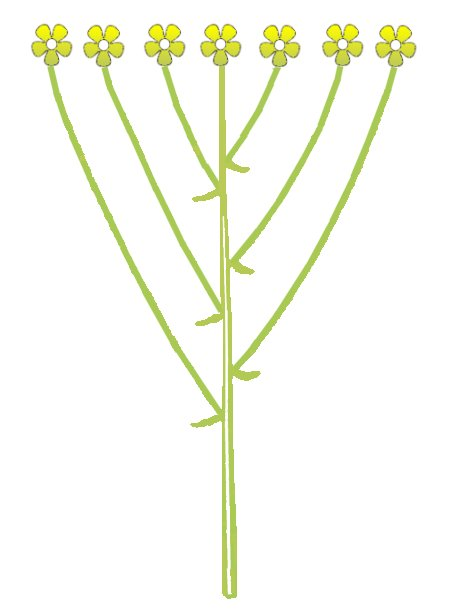
Щиток
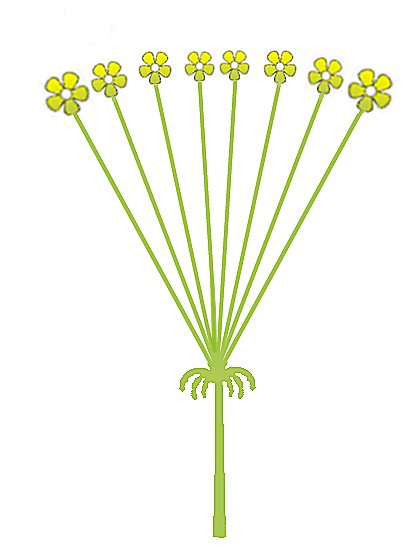
Зонтик
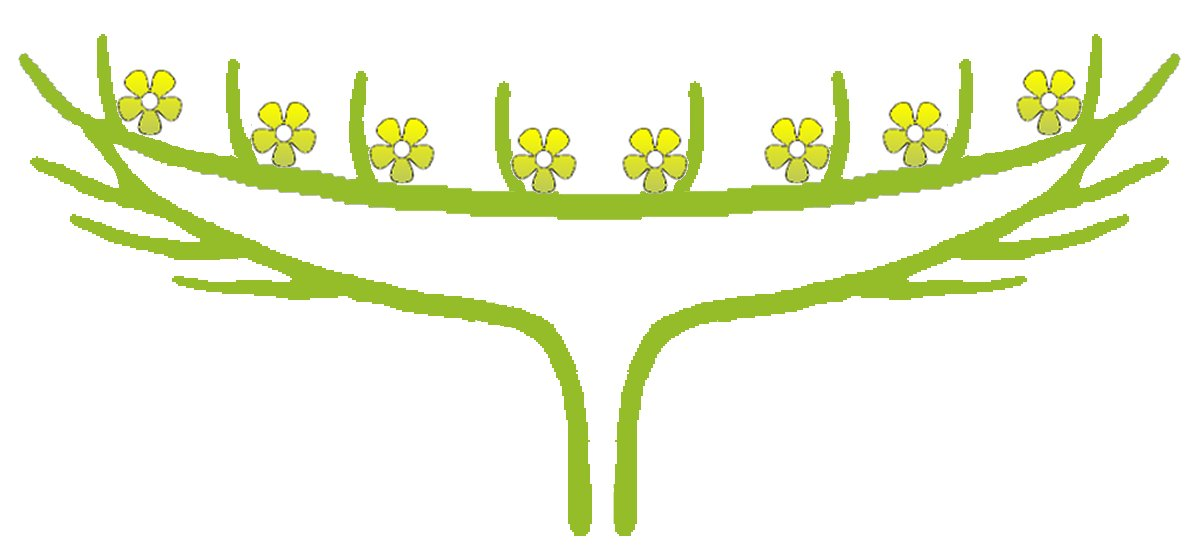
Корзинка
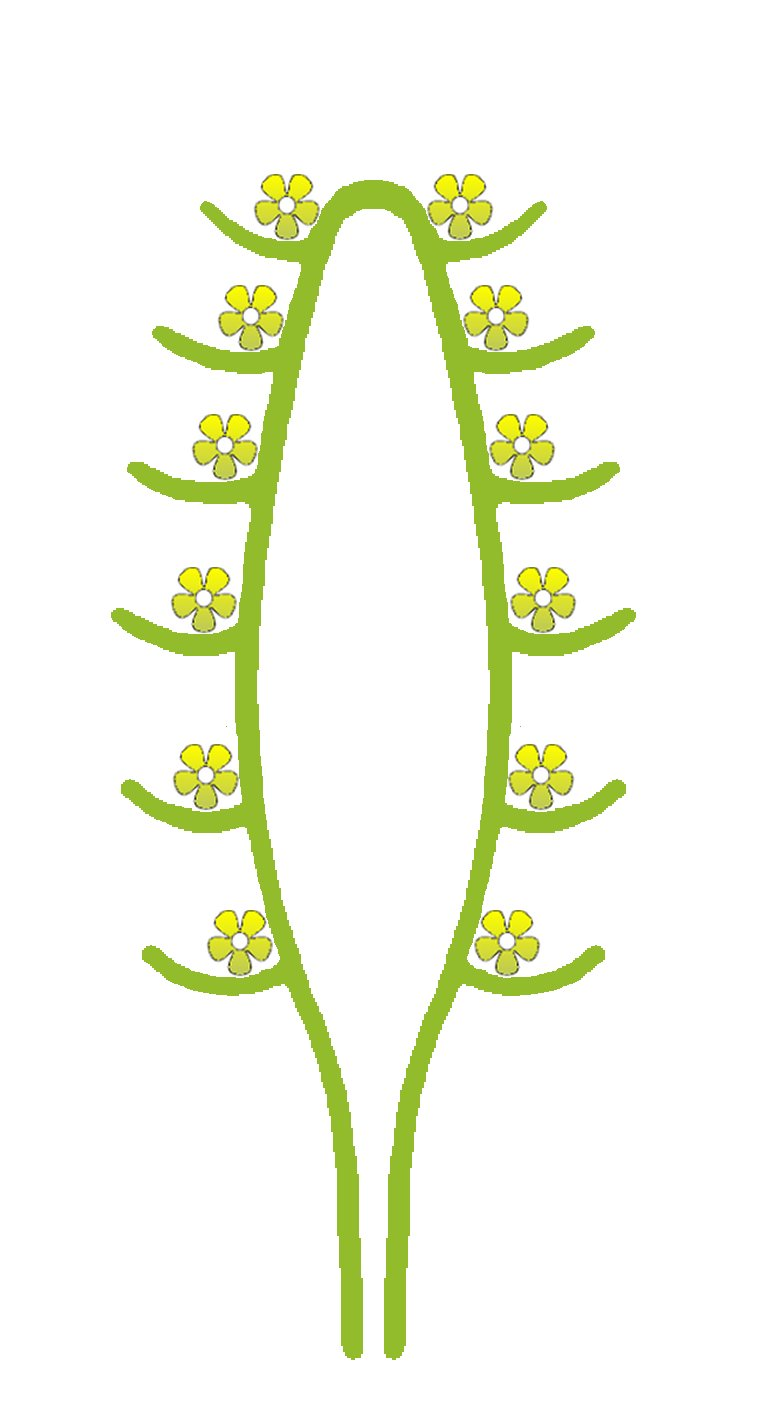
Початок
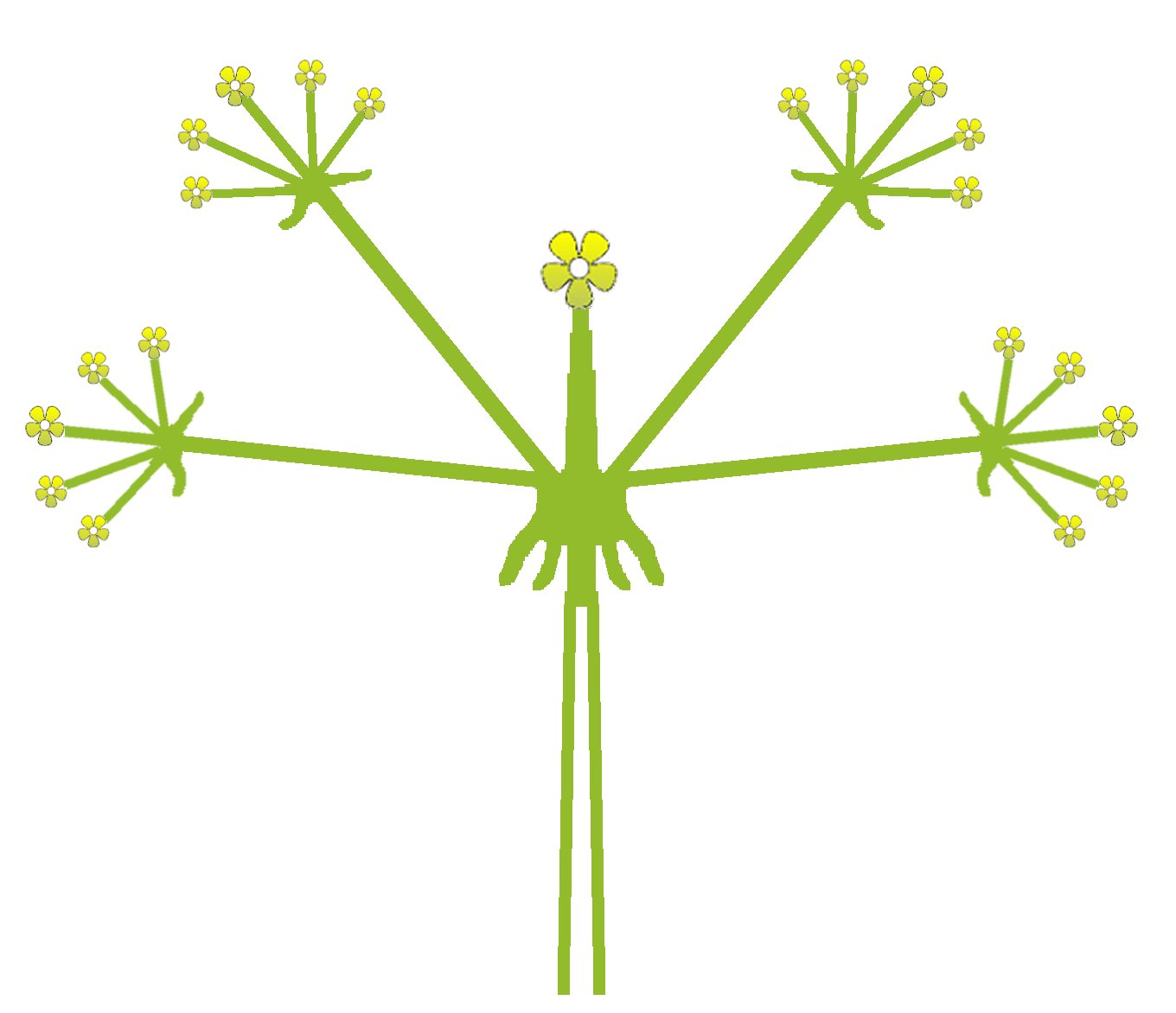
Плейохазий
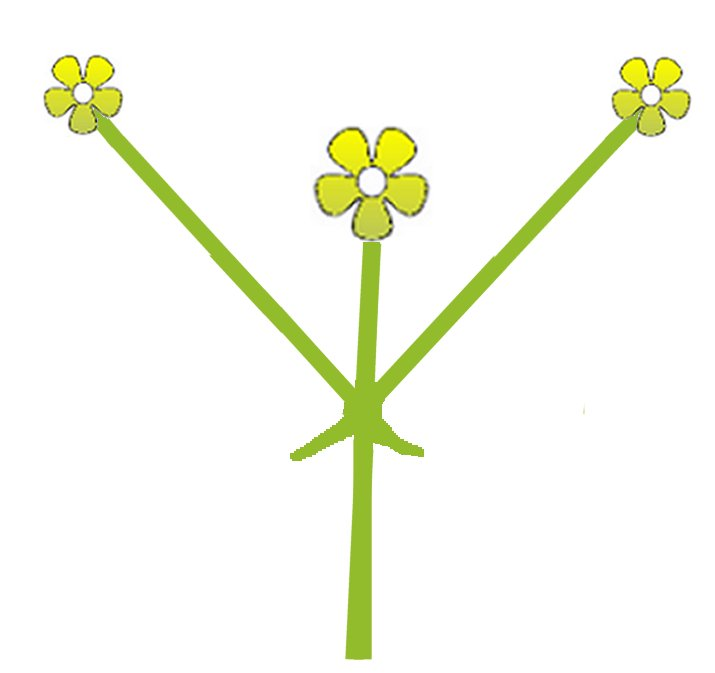
Дихазий
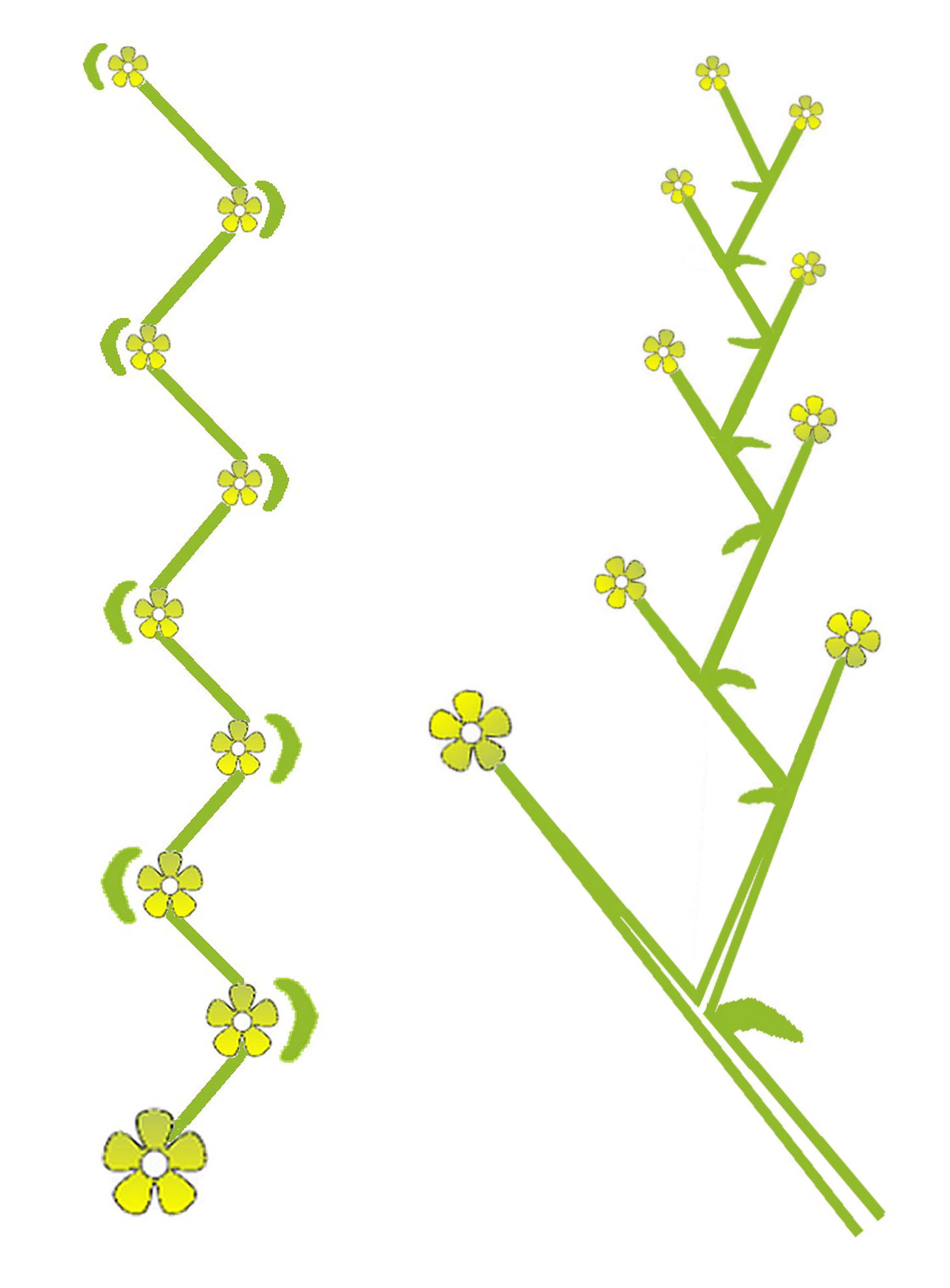
Монохазий: Извилина
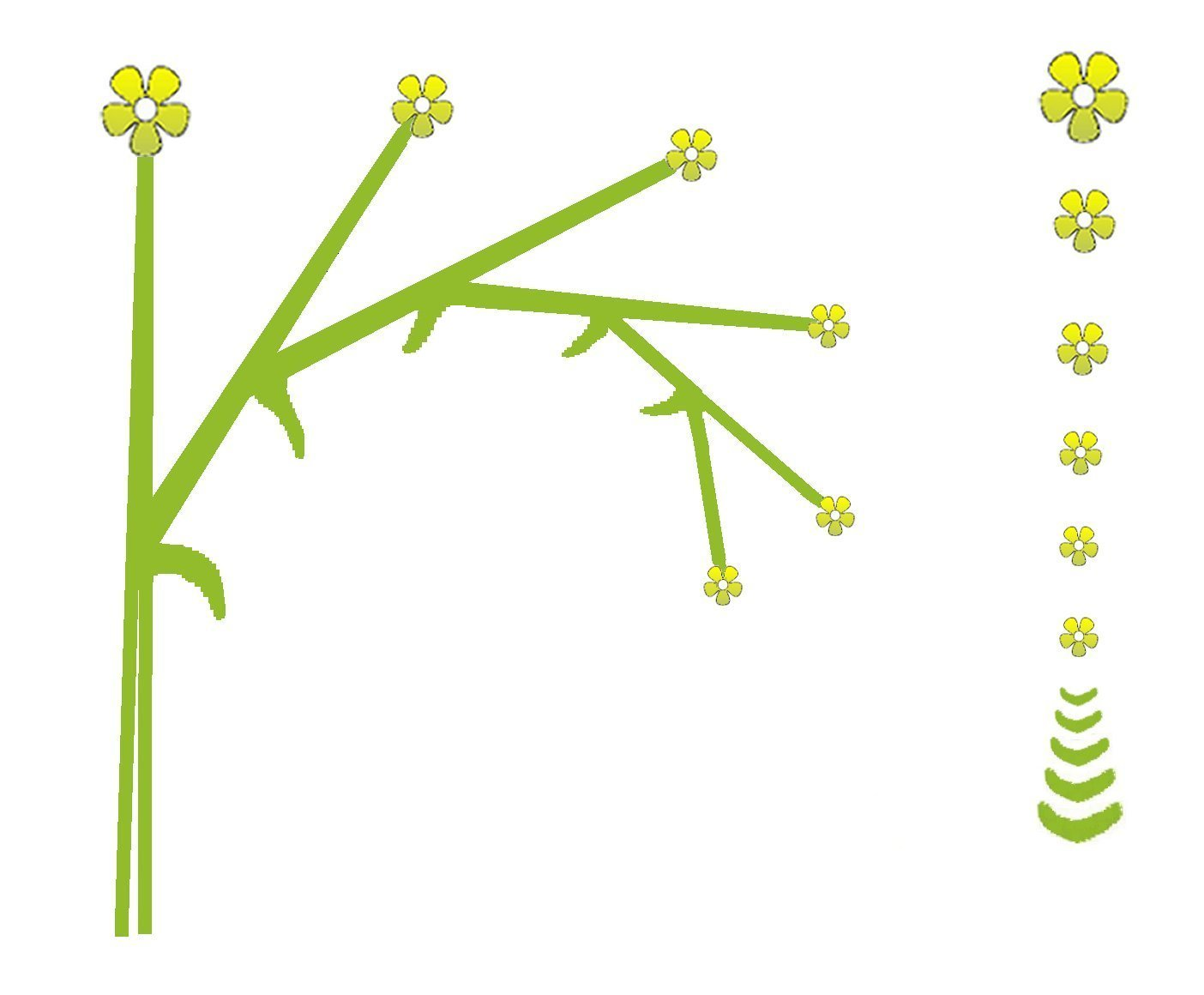
Монохазий: Завиток
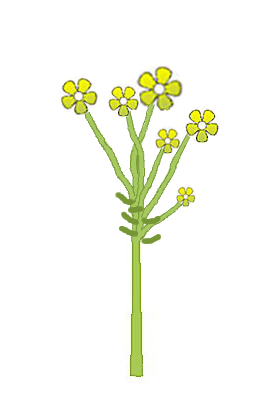
Плеохазий: пучок
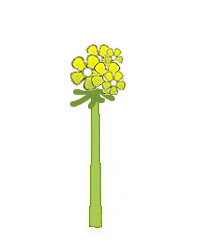
Клубочек
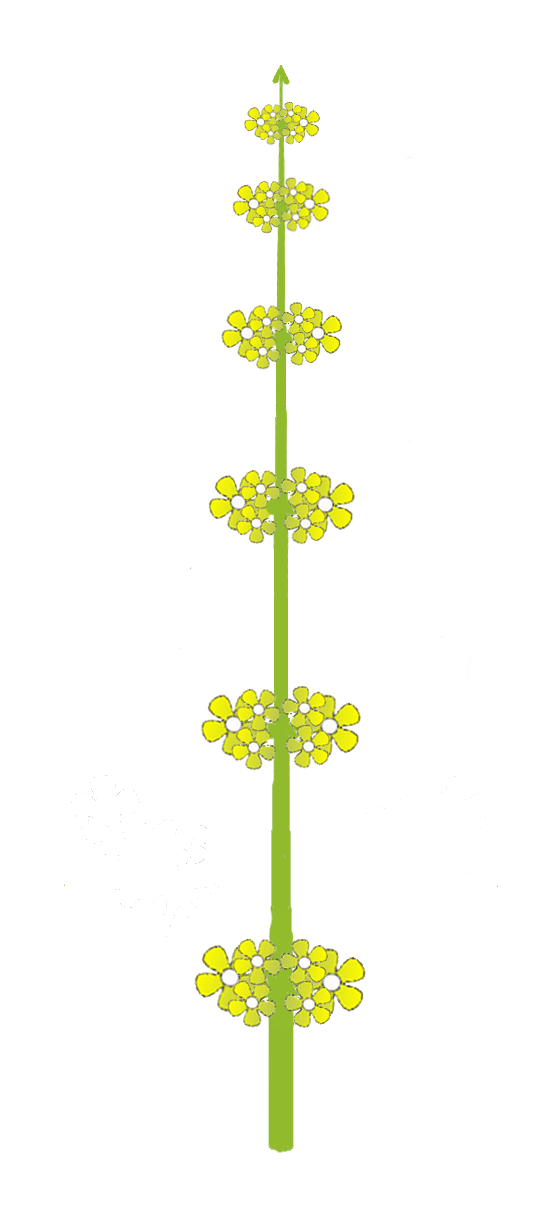
Шип